# Historia de Nicaragua

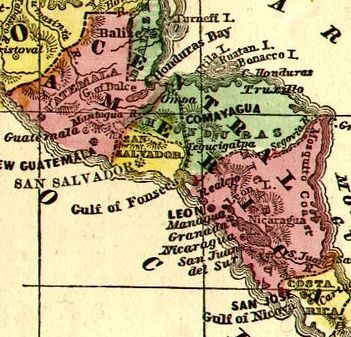
Mapa de Centroamérica en 1860.

La historia moderna y contemporánea de Nicaragua recorre el período temporal desde la llegada de Cristóbal Colón incluyendo la llegada de los primeros exploradores españoles para colonización y conquista hasta la fecha.
En 1523, Gil González Dávila con licencia real para explorar y descubrir en calidad de empresa estatal de poblamiento, visitó con el contador Andrés de Cereceda, el dominio de Nicarao a orillas del Lago Cocibolca (La Mar Dulce). Avanzó más al norte, pero enfrentó el ataque de Diriangén (17 de abril de 1523), que los obligó a retirarse hacia el golfo de Nicoya. En 1526 fue nombrado gobernador de Nicaragua por el Consejo de Indias, cargo que no llegó a asumir porque falleció el 21 de abril en su natal Ávila, España.
La dominación española permaneció limitada a la costa del océano Pacífico y áreas inmediatas, territorio que fue agregado a la Capitanía General de Guatemala. Cosa que no está muy clara ya que según Francisco Hernández de Córdoba llegó a fundar León y Granada en el año 1524 y murió en el año 1526.
La etimología de Nicaragua es Nicānāhuac, el nombre que los nicaraos, un pueblo que habla náhuat, dieron el oeste de Nicaragua y el noroeste de Costa Rica. La nombre significa “aquí yace Anahuac” en náhuatl y es una combinación de las palabras “Nican” (aquí), y Ānāhuac, que a su vez es una combinación de las palabras “atl” (agua), y “nahuac”, un locativo que significa “rodeado”. Por lo tanto la traducción literal de Nicanahuac es “aquí rodeado de agua”. Es un nombre geográfico que se refiere a los grandes cuerpos de agua que rodean la tierra que habitaron los nicaraos, el océano pacífico, los lagos Nicaragua y Xolotlán, además a los ríos y lagunas.

## "Descubrimiento", colonización y conquista

Mapa de las diferentes entidades territoriales que existían en Nicaragua y el resto de Centroamérica en el antes de la llegada de los españoles.

### Colonización de Nicaragua
Cristóbal Colón, "descubrió" la costa Caribe de Nicaragua, el 12 de septiembre de 1502, cuando se refugió de una tormenta al doblar la desembocadura del río Coco en el cabo Gracias a Dios en su cuarto y último viaje. Posteriormente, desembarco en la desembocadura del río Grande de Matagalpa al que llamó "río del Desastre" porque en sus fuertes corrientes perdió una de sus naves.

### Exploración de Gil González
Gil González Dávila fue el primer explorador de conquista que visitó parte de las regiones costeras del Pacífico nicaragüense en 1522-1523, durante su recorrido tuvo contacto con un poderoso cacique indígena llamado Nicaragua, Niqueragua o Nicarao, en cuyos dominios se bautizaron 9,017 personas y se recogieron 18,506 pesos de oro bajo. Después se trasladó a un territorio llamado Nochari, situado unas seis leguas al norte de la corte del rey Nicarao, donde habitaban cinco reyes llamados Ochomogo, Nandapia, Mombacho, Morati y Gotega (Coatega). Allí se bautizaron 12,607 personas más, y un poderoso jefe llamado Diriangén vino con un suntuoso cortejo a entrevistarse con los españoles, pero a los pocos días, el 17 de abril de 1523, regresó para enfrentarlos en combate. La expedición logró vencer a los guerreros de Diriangén, pero tuvo que retirarse a los dominios de Nicarao, donde hubo otro enfrentamiento con los indígenas. Finalmente, González Dávila optó por marchar hacia el sur, y en el golfo de Nicoya se reembarcó con destino a Panamá, sin haber dejado fundación alguna.

### Francisco Hernández de Córdoba: fundador de ciudades
En 1524, Francisco Hernández de Córdoba, enviado por el gobernador de Castilla del Oro Pedrarias Dávila, fundó las dos primeras ciudades en lo que sería más tarde Nicaragua: 
- Granada (21 de abril de 1524).[16] El sitio de fundación de Granada se localizo sobre una superficie inclinada de oeste a este entre el poblado indígena de Xalteva ("cerro de arena" o, "lugar de piedras arenosas" en náhuatl) y la orilla del Mar Dulce (Lago Cocibolca), y de norte a sur desde el Arroyo y el poblado de Cuiscoma.

- Santiago de los Caballeros de León (15 de junio de 1524,[17] Domingo de la Santísima Trinidad), a orillas del lago Xolotlán.

Hernández de Córdoba estuvo acompañado por subalternos que luego llegaron a ser destacados exploradores y conquistadores en islas del Caribe y en territorios de Suramérica:
- Gabriel de Rojas y Córdova, "descubridor" y conquistador de minas en Gracias a Dios y fundador de El Realejo;

- Sebastián de Belalcázar, primer alcalde de León y conquistador de Quito;

- Hernando de Soto, conquistador e invasor del Misisipí y gobernador de Cuba.

## Etapa virreinal y colonial

### Pedrarias Dávila

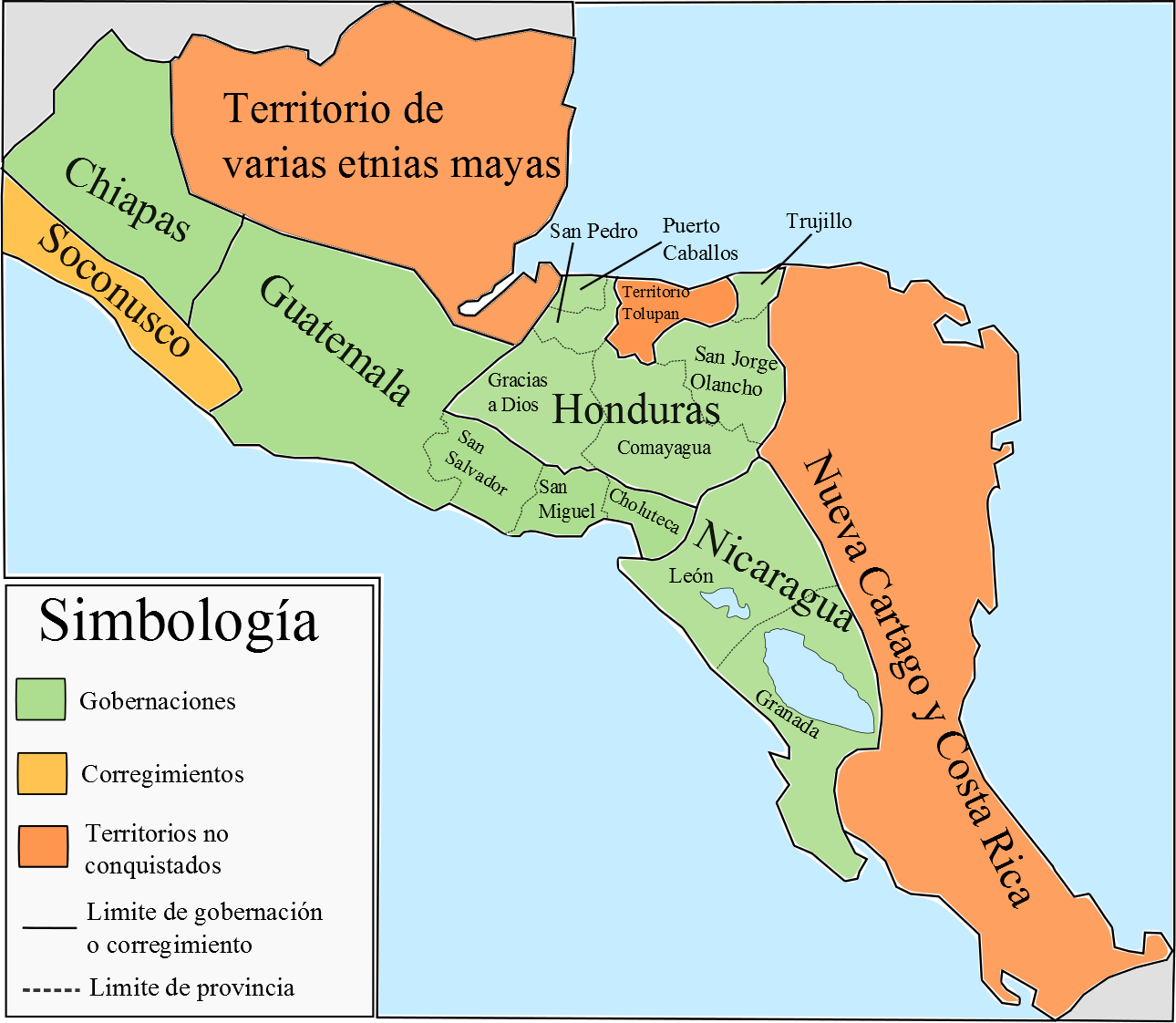
La gobernación de Nicaragua y sus provincias (jurisdicciónes de villas y ciudades que reparten encomiendas), y las demás gobernaciónes y provincias antes de la creación de la Real Audiencia de los Confines en 1542

Bajo la gobernación de Pedrarias Dávila (1528-1531), la tierra que luego sería llamada Nicaragua sufrió una alarmante despoblación por los abusos de Pedrarias, quien hizo gala de un extremado salvajismo en su búsqueda de recursos y esclavos para las minas de en el cerro Potosí, y para servir de "cargueros". A lo anterior se unieron las epidemias de enfermedades desconocidas, algunas de origen europeo que aniquilaban a los indígenas, y las propias de la tierra, que hacían mella en los conquistadores. Los abusos que este gobernador cometía en su continua búsqueda de riqueza forzó a huir a la población. Indios y españoles (mando a decapitar al Capitán Hernández de Córdoba, acusándolo falsamente de traición), fueron víctimas por igual de los métodos de exacción que Pedrarias puso en práctica. Pedrarias murió con 96 años el 6 de marzo de 1531 y le sucedió Rodrigo de Contreras que gobernó el territorio desde 1534 hasta 1542 siguiendo la senda de abusos que Dávila había iniciado.

### Provincia de Nicaragua
Durante el periodo colonial, Nicaragua formó parte de la Capitanía General de Guatemala. Durante ese periodo Nicaragua fue la principal vía de comunicación entre el Pacífico y el Atlántico ya que tenía un sistema de transporte lacustre que facilitaba el movimiento de materias y personas a regiones aledañas. El Realejo fue en particular uno de los puertos principales en el Pacífico donde se construyeron gran parte de los galeones entre Manila (En Filipinas) y Acapulco (En México). El Realejo, entre los siglos XVI y principios del XIX, sirvió como uno de los puertos principales en el comercio de esclavos para las colonias en el Pacífico como Perú, Ecuador, Colombia, Acapulco, y como punto de concentración de las riquezas que se obtuvieron por medio del comercio bimetálico (Plata para China por medio de Manila, y oro para España). Gran parte de esos movimientos, pasaron por Nicaragua ya que era la más fácil y mejor protegida, aun así Nicaragua fue atacada por diferentes naciones, Inglaterra en particular.

### Protectorado inglés
En el siglo XVII, los ingleses se establecieron un protectorado de Mosquitia, así llamada por el nombre de los habitantes indígenas misquitos, con los que los ingleses se mantuvieron en buenas relaciones. Fundaron allí la ciudad de Bluefields y posteriormente ayudaron al establecimiento del llamado Reino de Mosquitia.

### Gubernatura e Intendencia
Hasta fines del siglo XVIII el actual territorio nicaragüense estaba dividido en una gobernación de Nicaragua, con capital en León, y con corregimientos en Chontales, El Realejo, Matagalpa, Monimbó y Quezalguaque.
En 1787, estos corregimientos fueron suprimidos y, junto con el corregimiento de Nicoya, fueron anexados a Nicaragua, que se convirtió en una intendencia (con sede en León) del reino de Guatemala.

### Provincia de Nicaragua y Costa Rica
En las Cortes de Cádiz, la Intendencia de Nicaragua estuvo representada por José Antonio López de la Plata, quien junto con su colega de Costa Rica Florencio del Castillo logró en 1812 que se creara la provincia de Nicaragua y Costa Rica, como unidad política y administrativa distinta de Guatemala. Esta provincia desapareció debido a la restauración absolutista de 1814 y fue restablecida en 1820, al ponerse nuevamente en vigencia la Constitución de Cádiz. El Intendente de Nicaragua, Miguel González Saravia y Colarte, se convirtió en Jefe Político Superior de la provincia de Nicaragua y Costa Rica. La provincia se dividía en siete partidos: Costa Rica, El Realejo, Granada, León, (Rivas), Nicoya y Nueva Segovia.

## Independencia de Centroamérica
Los acontecimientos independentistas de México, en concreto la puesta en marcha del Plan de Iguala, provocaban mucha agitación en las provincias que habían pertenecido al reino de Guatemala y que en el marco de la Constitución de Cádiz ya había dejado de ser una sola unidad política: Chiapas, Guatemala (con El Salvador), Comayagua (Honduras), y la Provincia de Nicaragua y Costa Rica.
Con la total indiferencia de las clases populares, los grandes terratenientes y la jerarquía católica se habían ido definiendo en dos grande grupos y cada uno de ellos editaba un periódico. El grupo proindependentista, que editaba el diario El editor constitucional, estaba encabezado por Pedro Molina, José María Castilla, Manuel Monfúfar y José Francisco Barrundia. El otro grupo era partidario de estar a la expectativa y ver que pasaba. Este editaba el diario El amigo de la patria y lo encabezaban José Cecilio del Valle. 
El territorio de Chiapas, que hasta 1820 había pertenecido al reino de Guatemala, se adhirió al plan de Iguala anexionándose a México. Cinco días después, el 15 de septiembre de 1821, se realizó una reunión de personas nobles de la Ciudad de Guatemala convocada por el Jefe Político Superior de Guatemala Gabino Gaínza en donde se llegó al acuerdo de declarar la independencia pero hacerla efectiva tras la aprobación en un Congreso de las provincias. Se constituyó una Junta Provisional Consultiva presidida por Gaínza, de la que formó parte como Ministro de Hacienda el jurisconsulto Miguel Larreynaga, nacido en Telica. 

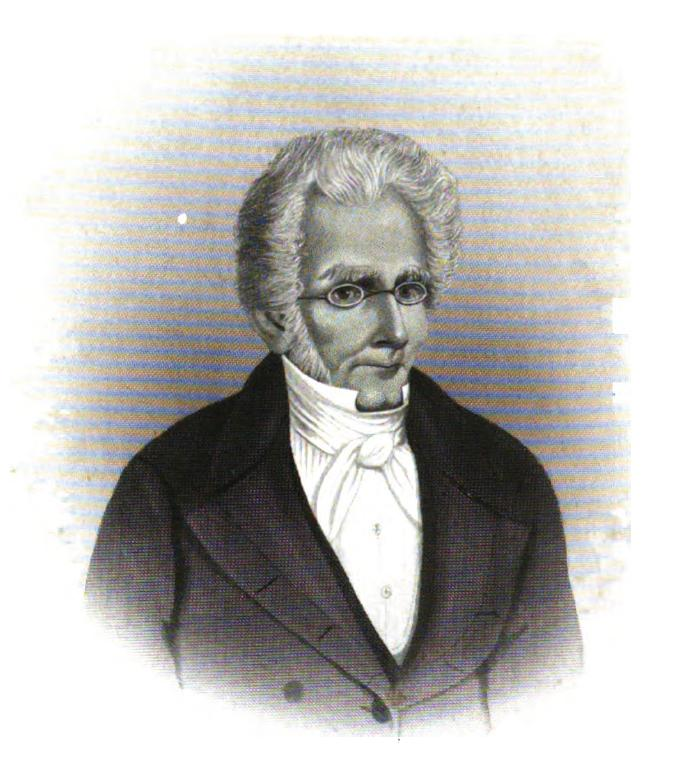
Larreynaga,
Procer de C.A.

En un pequeño intervalo de tiempo, menos de 6 años, España perdía la mayoría de sus posesiones en América, para el 2 de diciembre de 1821 solo mantenía Cuba, Puerto Rico y unos pocos puntos aislados en la costa de Colombia. En la península el desorden imperaba por todos los lados, guerrillas operando en Galicia, Cataluña y Castilla, sublevación incluso de la guardia real y el país al borde de la guerra civil llegando a la intervención extranjera en 1823 de los llamados Cien Mil Hijos de San Luis, lo que en 1763 era un fuerte imperio mundial se veía convertido en una mera sombra.

### Anexión al imperio de Iturbide
Los puntos básicos del plan de Iguala, que estaba ejecutando Iturbide en México, eran: independencia del país, unidad de criollos y españoles, religión oficial la Católica y organización política como monarquía constitucional bajo Fernando VII, eran apoyados, y hechos suyos, por la oligarquía de Guatemala. Esto producía la independencia del país pero sin ningún cambio social. 
La similitud de intereses y el hecho de la anexión de Chiapas a México, llevó a Gabino Gaínza, jefe político superior, a convocar una reunión el 5 de enero de 1822 para proponer la incorporación de Guatemala a México. La propuesta fue aceptada, y Guatemala pasó a integrarse en el Imperio Mexicano de Agustín de Iturbide.
El 11 de octubre de 1822 la Diputación Provincial de Nicaragua y Costa Rica, reunida en León, proclamó la independencia absoluta de España y la anexión a México. Aunque todos los pueblos apoyaron la independencia, los partidos de Granada y Costa Rica se separaron de la provincia, y constituyeron Juntas Gubernativas separadas de las autoridades de León. Pronto se exacerbaron los ánimos y a principios de 1823, estalló una guerra civil cuando León atacó Granada, sin éxito.

## Provincias Unidas de Centroamérica
El 19 de marzo de 1823 el general mexicano Antonio López de Santa Anna emprendió una campaña militar contra Iturbide y logró derrotarlo. Los partidarios de la independencia total llamaron a la organización de un Congreso de las cinco provincias del reino de Guatemala. El general Filísola convocó el congreso, al que no asistió Chiapas, confirmando así su definitiva separación de Guatemala. El congreso se reunió en la Ciudad de Guatemala el 24 de junio de 1823 y el 1 de julio se proclamaba que 

las provincias representadas en esta Asamblea son libres e independientes de la antigua España, de México y de cualquier otra potencia; y que no son ni deben ser patrimonio de persona ni familia alguna.

Nacían de esta forma las Provincias Unidas de Centroamérica, un nuevo estado compuesto por la unión de las cinco provincias Nicaragua, Guatemala, Honduras, El Salvador y Costa Rica.

## República Federal de Centroamérica
El congreso del nuevo estado redactó la Constitución que se proclamó el 22 de noviembre de 1824 y rebautizó al país con el nombre de República Federal Centroamericana y las provincias pasaron a ser Estados. La constitución fue jurada el 15 de abril en los cinco estados. En Nicaragua la juró Manuel Antonio de la Cerda. En Nicaragua tardaron en consolidarse las instituciones, debido a la guerra civil causada por la rivalidad entre las ciudades de Granada y León.

### Período de Jefatura Suprema
Granada era el principal centro conservador del país, ya que en ella residían los más importantes terratenientes, productores principalmente de café y de azúcar. En León, en cambio, predominaban las clases medias artesanales y mercantiles. En tanto que Granada era el bastión del conservatismo político, León era el principal centro del liberalismo de Nicaragua. La rivalidad ideológica entre estas dos ciudades marcará la historia del siglo XIX en Nicaragua. 
El primer Jefe Supremo del Estado de Nicaragua fue el granadino Manuel Antonio de la Cerda, antiguo dirigente independentista, que asumió el poder el 10 de abril de 1825. Su vicejefe, Juan Argüello, conspiró contra él y lo derrocó al año siguiente. Tuvo lugar una nueva guerra civil entre los partidarios de Cerda y los de Argüello. Argüello estableció la capital en León, pero Granada se negó a reconocer su autoridad. El 27 de noviembre de 1829, De la Cerda fue fusilado por orden de Argüello. Finalmente, los enviados del gobierno federal de las Provincias Unidas lograron la pacificación de Nicaragua, tras el nombramiento como Jefe Supremo de Dionisio Herrera, que se mantendría en el poder entre 1830 y 1833. Pocos años después, siendo Jefe Supremo José Núñez (1838-1841), Nicaragua optó por separarse de la Federación centroamericana.
La constitución de la República Federal de Centroamérica fue hecha a la medida de los intereses de la oligarquía local de cada una de las antiguas provincias que buscaban mantener su libertad de acción en sus territorios. Los ejemplos de la revolución de Haití, con el levantamiento de los negros y mulatos, o la de Venezuela con la rebelión de las clases populares, aterraban a estos terratenientes y les obligó a encerrarse en su provincia, ahora convertida en república. Esto hizo que se desbaratara la frágil unidad que había dejado la Constitución de tal forma que el 30 de abril de 1838 Nicaragua nacía como estado independiente. 
Se convocó a una Asamblea Constituyente que promulgó el 12 de noviembre de 1838 la primera Constitución de Nicaragua, que declaraba la soberanía de la nueva nación, y establecía un régimen parlamentario. Según la constitución, el poder ejecutivo correspondía a un "Supremo Director", cuyo mandato duraría dos años. 
Con base a dicha Constitución Política -de tajo- se decretó la abolición de la esclavitud el 12 de noviembre de 1838.
En Nicaragua, la esclavitud se abolió oficialmente, relata el estudioso nicaragüense Jorge Eduardo Arellano, 
"por el decreto de la Asamblea Nacional Constituyente del 17 de abril de 1824"´´.
Todavía éramos "Centroamérica" por entonces y fue "el primer estado de Latinoamérica en abolirla".

### Período del Directorio
Los quince años siguientes (1838-1853) se denominan en la historia de Nicaragua, por este motivo, el período del Directorio que estuvo marcado por el caos político y social que imponía la rivalidad de leoneses y granadinos que propició la invasión del país por tropas procedentes de El Salvador y Honduras (1844-1845), bajo el mando del general salvadoreño Francisco Malespín, que saqueó la ciudad de León. 

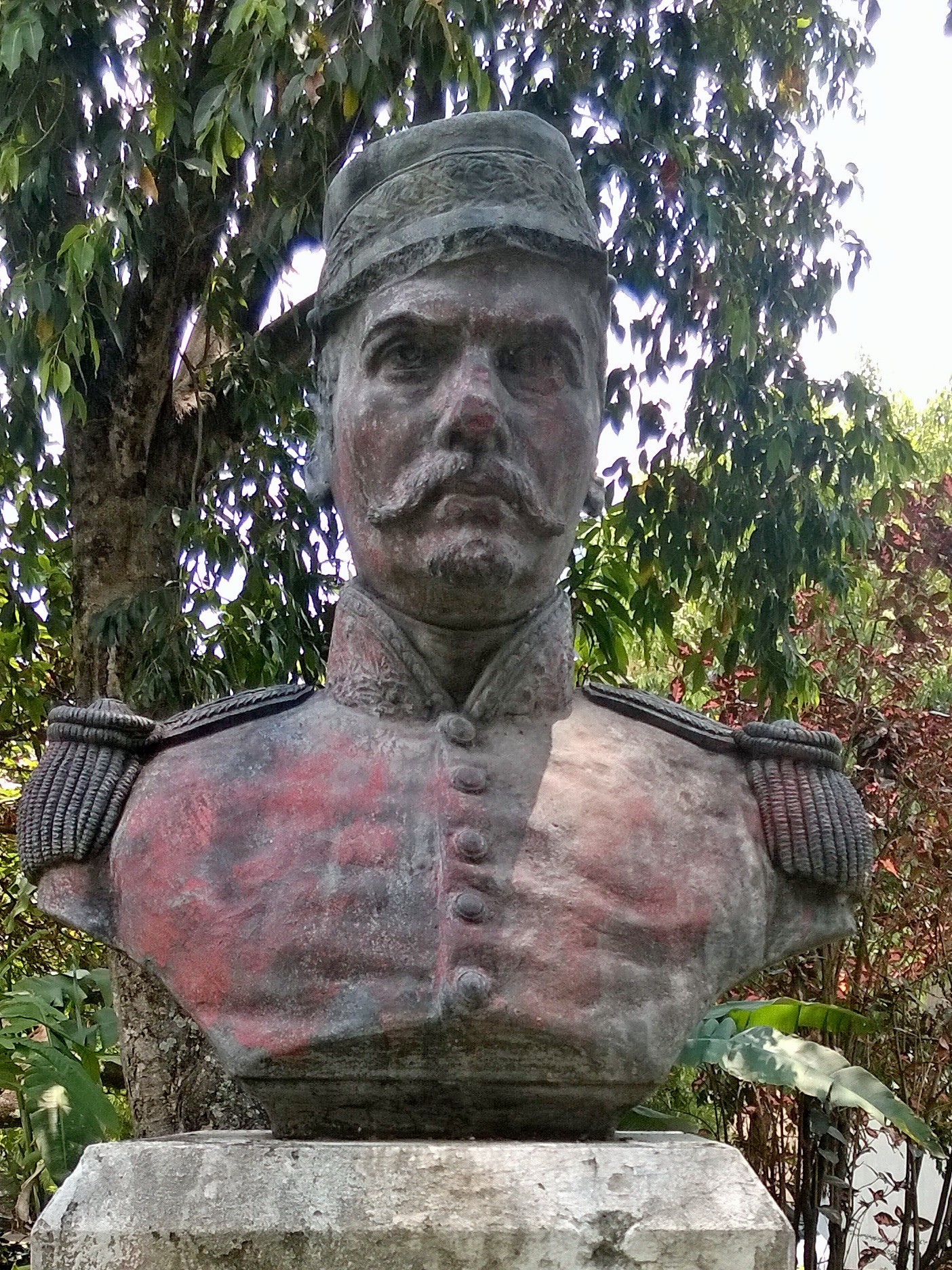
Busto de Francisco Malespín en el campus central de la Universidad de El Salvador.

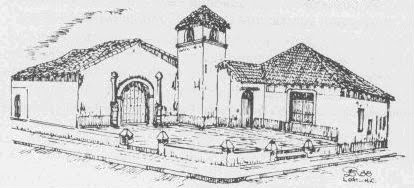
Boceto de la capilla de San Juan de Dios, que fue saqueada por las fuerzas invasoras de Francisco Malespín durante el final de la guerra.

En 1852, siendo senador director del Estado Fulgencio Vega (apoyado por el general Fruto Chamorro, la capital se fijó de manera definitiva en Managua, con el propósito de poner fin a la sempiterna rivalidad entre León y Granada, aunque esta decisión no se haría efectiva hasta 1858. 
El 26 de febrero de 1853 fue elegido Supremo Director del Estado de Nicaragua el conservador Fruto Chamorro. Bajo su mandato, una nueva Asamblea Constituyente elaboró una nueva Constitución, que puso fin al período del Directorio y dio inicio al periodo Presidencial. 
Durante este período, Nicaragua se había convertido en objeto de deseo para dos grandes potencias, el Reino Unido y Estados Unidos, dadas las condiciones que su territorio ofrecía para la construcción de un canal entre los océanos Atlántico y Pacífico.

#### Protectorado británico en Mosquitia
El 12 de agosto de 1841 el superintendente de Belice acompañado por el monarca misquito desembarcan en San Juan del Norte y comunican a las autoridades nicaragüenses que esa ciudad y el resto de la costa Atlántica pertenece al Reino de Mosquitia. El 10 de septiembre el embajador británico hace saber al gobierno nicaragüense que el reino de Mosquitia es un protectorado británico cuyos límites se extienden desde el cabo Honduras hasta la desembocadura del río San Juan.
Detrás de esta decisión y de la creación de este reino en la Costa Mosquito estaba la posibilidad de la construcción de un canal interoceánico (Nicaragua y Panamá son los lugares idóneos para la construcción de un canal que una los dos océanos, para 1835 los estadounidenses ya habían comenzado sus movimientos para la construcción de un canal por Panamá por lo que el Reino Unido solo tenía la posibilidad de hacerlo en Nicaragua) para ello se aprovecharía el tramo navegable del río San Juan que desde su desembocadura llegaba hasta el Lago de Nicaragua. San Juan del Norte quedó incorporado al reino de Mosquitia y paso a denominarse Greytown.
El reino de Mosquitia no continuó al sur, en Costa Rica, dado que el gobierno de ese país se opuso por las armas, bajo el mando del presidente Braulio Carrillo Colina.
Nicaragua mandó al General Trinidad Muñoz a tomar la plaza pero el 1 de enero de 1848 los británicos la recuperaron de nuevo para Mosquitia. Después hubo otra escaramuza con Muñoz y de nuevo los británicos, el 8 de febrero entraron en San Juan y subieron por el río hasta San Carlos. 
Nicaragua optó por la vía diplomática y establece conversaciones con el Reino Unido implicando a los Estados Unidos. De esas conversaciones surgió el tratado Clayton-Bulwer, firmado el 19 de abril de 1850 por británicos y estadounidenses, en el que el Reino Unido renunció a sus pretensiones sobre un futuro canal interoceánico en Nicaragua y que San Juan del Norte fuera declarado puerto libre y territorio neutral bajo el reino de Mosquitia.

## La República
En 1856 Nicaragua se constituyó en República y se instituyó la presidencia por un período de cuatro años. El primer Presidente de Nicaragua fue el propio Fruto Chamorro, que asumió el nuevo cargo ese mismo año. Sin embargo, estalló una nueva guerra civil entre legitimistas (conservadores) y democráticos (liberales), por lo cual la nueva Constitución no llegó a entrar en vigor.

## Guerra Nacional de Nicaragua
El 17 de octubre llegaron las tropas contratadas por Byron Cole al puerto de San Juan del Sur y se dirigieron a la conquista del fuerte de San Carlos como pasajeros en uno de los vapores de la compañía. Fueron repelidos y se vieron obligados a volver a su punto de partida. Poco después, el capitán del fuerte dio el alto a un vapor de la compañía. El capitán del barco no obedeció la orden y desde el fuerte se ordenó abrir fuego. El resultado fue la muerte de una mujer y un niño. Walker, que permanecía en Granada, reaccionó mandando fusilar a Mateo Mayorga, Ministro de Relaciones Exteriores del gobierno de Estrada.
Granada recibió la visita del embajador estadounidense, demostrándose con este hecho el apoyo de su gobierno al filibustero. Poco después, Castellón ascendió a Walker a general de brigada. Al poco tiempo, el 30 de octubre, Walker nombró presidente del gobierno provisional a Patricio Rivas desconociendo la autoridad de Castellón.
Estos sucesos se basaron en el acuerdo que Walker había firmado con el general Ponciano Del Corral, que estaba al mando de las fuerzas de Rivas, por el cual Corral sería nombrado Ministro de la Guerra y Walker Jefe militar. Cinco días después, el general Corral fue detenido y juzgado por alta traición. Condenado a muerte, murió fusilado el 8 de noviembre de 1855.
El 23 de noviembre se publicó un decreto del presidente Rivas por el cual cada adulto que llegara a Nicaragua recibiría 250 acres de tierra, cien más si era casado. Alentados por estas promesas, llegaron al país 1200 estadounidenses más como colonos, que supusieron un importante refuerzo para Walker.
La Compañía de Tránsito pasó a ser codiciada por William Walker y para ello hizo que el presidente Rivas nombrara Ministro de Hacienda a Parker R. French, hombre de confianza del filibustero. Los dueños de la Compañía reaccionaron y lograron que el presidente de los Estados Unidos, Franklin Pierce, prohibiera que los estadounidenses se pudieran sumar a las tropas de Walker bajo la amenaza de que iban a dejar de estar bajo el protectorado de los Estados Unidos.
Después de intentar la vía diplomática para lograr el favor del presidente de EE. UU. sin conseguirlo, el 18 de febrero de 1856 el gobierno nicaragüense publicó un decreto por el que suspendía las actividades de la Compañía y embargaba sus propiedades. Al día siguiente la concesión fue otorgada a dos hombres de confianza de Walker, quien se alió con los otros socios de Vanderbilt, a espaldas de este. Un mes después, Valderbilt suspendió el servicio de barcos de Estados Unidos a Nicaragua.
El interés británico por San Juan del Norte, que querían integrar dentro del Reino de Mosquitia, la amenaza que percibía Costa Rica sobre su territorio y negocios al verse amenazado el puerto de San Juan del Norte que también era usado por los costarricenses, hicieron que se fraguara una alianza de los países vecinos, con apoyo británico, para combatir al filibustero. A principios de 1856 ya existían condiciones para que pudieran enfrentarse con posibilidades de éxito, contra las tropas de Walker.
Después de una campaña de descrédito contra Costa Rica orquestada por Walker desde Granada, el filibustero intentó infructuosamente que un hombre de su confianza, el coronel Luis Schlessinguer, se entrevistara con el presidente costarricense Juan Rafael Mora Porras.
El presidente de Costa Rica Juan Rafael Mora Porras, contaba con un cuerpo de oficiales e infantería entrenados por instructores franceses por los últimos tres años, lo que le permitió tomar la decisión de encabezar una columna militar hacia Nicaragua. El entrenamiento y organización de los militares costarricenses era completamente desconocido por Walker.
Las tropas de Walker y las costarricenses se enfrentaron el 20 de marzo cerca de la frontera con Nicaragua, en la Hacienda Santa Rosa en Costa Rica. Las tropas de Walker fueron derrotadas en 15 minutos. Los sobrevivientes huyeron hacia Nicaragua, informando a sus superiores que fueron atacados por columnas regulares del ejército francés, dado que ellos pensaban firmemente que los pobladores centroamericanos, no poseían ninguna capacidad militar.
Una vez asegurada la Hacienda Santa Rosa los costarricenses tomaron San Juan del Sur, La Virgen y Rivas. El contraataque de Walker contra la ciudad de Rivas fue rechazado el día 11 de abril, pero una semana después el cólera arrasó la ciudad, obligando a los costarricenses a regresar a su país.
El control de la ruta de tránsito era codiciado tanto por los británicos, como por los estadounidenses, que lo hacían a través de Walker y el gobierno de Patricio Rivas.
Walker depuso al presidente Patricio Rivas el 20 de junio de 1856 y nombró presidente de Nicaragua a Fermín Ferrer. Walker, acusado de traición por Patricio Rivas, convocó elecciones presidenciales en Granada y Rivas cuyo resultado dieron la presidencia del al filibustero. Walker fue investido presidente en un solemne acto en el cual el presidente saliente fue Fermín Ferrer. El gobierno de Walker fue reconocido inmediatamente por los Estados Unidos.
Con apoyo de entreguistas, el filibustero William Walker usurpó la Presidencia de Nicaragua en 1856, una de sus primeras decisiones fue el restablecimiento de la esclavitud y decretar al inglés como idioma oficial con la intención de extenderlos posteriormente a todo Centroamérica. Walker, como sureño esclavista, consideraba:
"el zambo de Nicaragua es una forma humana degenerada, conformada por un tercio de tigre, un tercio de mono y un tercio de cerdo..."
El 22 de septiembre, Walker decretó el establecimiento de la esclavitud  en Nicaragua (que había sido abolida en 1824 y 1838), con lo que se ganó el apoyo de los estados del sur de Estados Unidos. El 24 de septiembre, las fuerzas de León ocuparon Managua, el 2 de octubre entraron en Masaya y el 31 en Rivas. El 8 de diciembre, Walker atacó el puerto de San Jorge e incendió la ciudad de Granada. Tomó San Jorge, que abandonó para tomar Rivas. San Jorge quedó en manos de los aliados y Walker y los suyos quedaron aislados en Rivas y San Juan del Norte. El cerco se mantuvo la primera mitad del año 1857, en que se comenzó a recibir asistencia desde EE. UU.
En León, Máximo Jerez Tellería contaba con una fuerza de unos 500 hombres que iba creciendo con los que llegaban de El Salvador y Guatemala. En septiembre había en León más de 3000 soldados.
Desde San Juan del Norte, Walker lanzó una ofensiva sobre los puestos de La Trinidad y el Castillo Viejo en el río San Juan, donde fue derrotado por los costarricenses, quienes efectuaron una operación anfibia, capturando todos los vapores de la Ruta del Tránsito y tomando prisioneros al personal de Walker sin disparar un tiro. El 22 de marzo comenzó el asalto a Rivas por parte de los aliados. Los soldados de Costa Rica tomaron el centro de la ciudad, pero se continuaba luchando en los barrios. El día 26 llegó el resto de las tropas, que fue conquistando la ciudad barrio a barrio. El 11 de abril todavía había resistencia en la ciudad. Mientras tanto, frente a San Juan del Sur se hallaba la corbeta de guerra Saint Mary de la armada de EE. UU.
Por el otro lado, por el puerto de San Juan del Norte en la desembocadura del río San Juan, llegaban tropas filibusteras y las tropas costarricenses que habían tomado previamente la Ruta del Tránsito y que se encontraban fuertemente armadas, se dispusieron a tomar la plaza. Un destacamento naval británico se encuentra frente a la misma y su capitán, Comodoro John Erskine, se presta a servir de intermediario. El 13 de abril de 1857 abandonan la plaza de San Juan del Norte las tropas filibusteras.
En Rivas, Walker resiste en el centro de la ciudad. El 27 de abril los aliados cargan contra las posiciones de Walker y el capitán de la corbeta de guerra de EE. UU. Saint Mary, Charles Davis, interviene logrando sacar a Walker en su barco que deja aguas nicas a comienzos de mayo.
A finales de noviembre de 1857 William Walker ataca la ciudad de San Juan del Norte. Había obtenido recursos de los estados del sur de EE. UU. que se había ganado con el establecimiento de la esclavitud en Nicaragua. El objetivo era que Nicaragua pasara a ser un estado esclavista más de la Unión. Tras San Juan del Norte cayó Castillo Viejo y cuando ya se estaba preparando de nuevo la campaña para volver a expulsar al filibustero, este se rinde ante el Capitán estadounidense de una flota de guerra compuesta por naves estadounidenses e británicos, así lograr salvar su vida y regresa a los Estados Unidos.
Walker volvería a Centroamérica en 1860, esta vez a Honduras donde sería apresado y fusilado en Trujillo el 12 de septiembre de 1860.
Al concluir la Guerra Nacional de Nicaragua con la victoria deL Ejército Aliado Centroamericano, producto del Pacto Providencial entre legitimistas y democráticos, se constituye el Gobierno Binario (Chachagua), con dos Presidentes, los Generales Tomás Martínez y Máximo Jerez Tellería. 
El 15 de abril de 1858 se firmó con Costa Rica el llamado tratado Cañas-Jerez como una solución a la creciente tensión limítrofe que existía entre los dos países.
Ese mismo año se promulgó una tercera constitución, que fue la vigente durante las tres décadas siguientes, período de la historia política conocido como "Primera República Conservadora" o "Treinta años conservadores". Con 35 años de vigencia, es hasta hoy el período de vida democrática más duradera de la historia de Nicaragua.

## Primera República Conservadora (1857-1893)
Durante todo este período estuvo en vigencia el sufragio censitario, según el cual solo los grandes propietarios tenían derecho a emitir su voto. La normalidad fue interrumpida por el levantamiento del militar liberal José Santos Zelaya, que puso fin en 1893 a las tres décadas de dominio conservador. 
Durante la última parte de los "treinta años conservadores", el café se convirtió en el centro de la economía del país. Para dar salida a las exportaciones de este producto se mejoraron notablemente los transportes, con la introducción del ferrocarril. Se promulgaron leyes agrarias que favorecían a los grandes terratenientes cultivadores de café. 
Parte de Mosquitia pasó a Honduras en 1859 y, finalmente, a Nicaragua, en 1860. Sin embargo, mantendría su autonomía hasta 1894, cuando el general José Santos Zelaya, que el año anterior había llegado al poder gracias a una revolución liberal, la reintegró a Nicaragua. 

### Gobierno de Tomás Martínez (1857-1867)

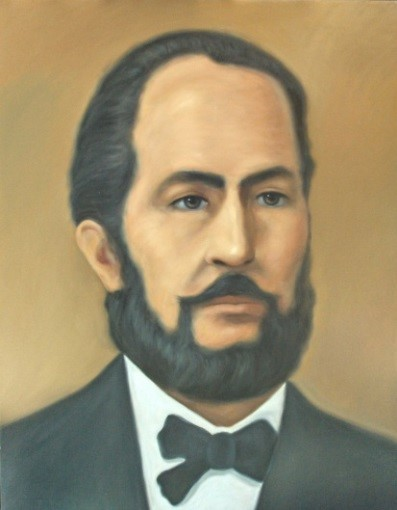
Presidente de Nicaragua Tomás Martínez Guerrero (1820-1873) llegó a gobernar el país durante 10 largos años (una década) desde el año 1857 hasta 1867.

Después de la caída del poder y expulsión del filibustero estadounidense William Walker en mayo de 1857, cabe mencionar que los dos bandos (la ciudad liberal de León y la ciudad conservadora de Granada) no lograron llegar a un acuerdo para escoger cual sería la persona que ocuparía la presidencia de Nicaragua y una vez más empezaron a sonar los tambores de guerra. 

#### Gobierno provisional de Tomás Martínez (1857-1859)
Sin embargo, para evitar una guerra civil, los dos más grandes líderes adversarios de ese entonces, Máximo Jerez (liberal, leonés) y Tomás Martínez (conservador, granadino) milagrosamente se ponen de acuerdo en integrar juntos una Junta de Gobierno pero con poderes dictatoriales que al final fue nomás aplaudida por la población nicaragüense de esa época con tal de evitar otra guerra civil y que de una vez por todas se imponga el orden y la paz en el país. La Junta de Gobierno estaría en el poder durante un periodo de tiempo de un año y cinco meses desde el 24 de junio de 1857 hasta el 15 de noviembre de 1857, cuando durante esa fecha fue finalmente electo Presidente provisorio el general Tomás Martínez.
Tomás Martínez asumió la presidencia de Nicaragua el 15 de noviembre de 1857 aunque todavía aún de manera provisional. Durante ese lapso de tiempo, Martínez promulgó una nueva Constitución el 19 de agosto de 1858 y sale nuevamente electo presidente por cuatro años más para el periodo constitucional desde el 1 de marzo de 1859 al 1 de marzo de 1863.

#### Primer gobierno de Tomás Martínez (1859-1863)
Cabe mencionar que Martínez recibió un país en el más desastroso estado; la agricultura en Nicaragua era inexistente, el país estaba casi aislado de la comunidad internacional pues no poseía relaciones con los demás países extranjeros y en educación también estaba muy mal pues tampoco había escuelas, ni institutos, ni universidades. Todo lo destruido por la guerra civil tenía que rehacerse y todo lo llevó a cabo en sus diez años de gobierno y paz.
Una vez apenas asumido la presidencia, Martínez empezó a preocuparse por la creciente tensión que existía en Nicaragua contra Costa Rica por el tema de los límites territoriales y para evitar un conflicto y dar una solución pronta a aquel problema, decidió entonces suscribir el Tratado Cañas-Jerez del 15 de abril de 1858, el cual delimitaba la Frontera entre Costa Rica y Nicaragua, así mismo decidió celebrar tratados de amistad y comercio con diversas naciones del mundo, dando a conocer a Nicaragua a nivel internacional a establecer también relaciones diplomáticas con varios países europeos del Viejo Continente.
Durante su gobierno se creó también el Departamento de Chinandega y el Departamento de Chontales. En cuanto a política agrícola, Martínez estimuló y fomentó el cultivo de Algodón y del Café en Nicaragua.

#### Segundo gobierno de Tomás Martínez (1863-1867)
Una vez acercándose ya la fecha del 1 de marzo de 1863 y a pesar de que la constitución de esa época prohibía la reelección presidencial inmediata, Martínez fue víctima de sus propias ambiciones personales, pues seducido por el poder decidió ir nomás a la reelección, violando de esa manera gravemente la constitución. El congreso nicaragüense que durante esa época era sumiso al gobierno de Martínez, declaró que el presidente tenía todo el derecho a salir reelegido y a recibir los votos necesarios para aquello.
Finalmente asume un nuevo mandato presidencial para el periodo constitucional del 1 de marzo de 1863 al 1 de marzo de 1867. Su segundo mandato motivó la insurrección del liberal Máximo Jerez y del conservador Fernando Chamorro. Sin embargo, ambas insurrecciones fueron vencidas, y Tomás Martínez gobernó hasta 1867.

### Gobierno de Fernando Guzmán (1867-1871)

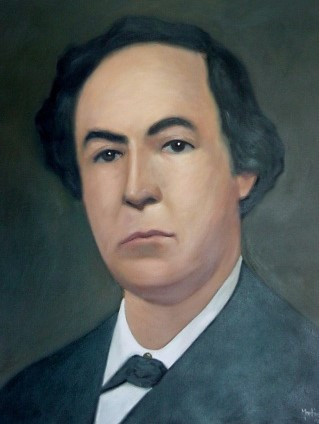
Presidente Fernando Guzmán Solórzano gobernó Nicaragua desde 1867 hasta 1871.

Se realizaron nuevas elecciones presidenciales en el país y el 1 de marzo de 1867 asumió el mando de la nación el tipitapeño Fernando Guzmán Solórzano el cual era primo de Gertrudis Solórzano Montealegre (esposa del expresidente Tomás Martínez Guerrero). Empezó su mandato con el rechazo de los "fusionistas" los cuales eran dirigidos por conservadores granadinos a su vez era también era rechazado por los liberales leoneses que se habían enemistado con el expresidente Martínez, pues veían que el presidente Guzmán era solamente un títere impuesto por Tomás Martínez. 
Durante su primer discurso como mandatario, Guzmán trató de resaltar la independencia total de su gobierno con relación a su antecesor y para demostrar aquello una vez apenas asumido en el gobierno, Guzmán firmó el decreto del 22 de marzo de 1867 que nombraba en el cargo diplomático de embajador de Nicaragua en el Reino Unido al expresidente Tomás Martínez pues había tomado esta decisión para librarse por un tiempo de esta figura caudillista

#### Breve guerra civil nicaragüense de 1869
A pesar de toda esta claridad política, lamentablemente durante su mandato continuó la inestabilidad política en Nicaragua pues si bien el presidente Fernando Guzmán era partidario de la política de conciliación, paz y estabilidad, sin embargo no pudo poner en práctica dichas ideas básicas ya que sus opositores no confiaban en su palabra ni creían en él. Esto conllevó a que el país se sumerja nuevamente en una pequeña y breve guerra civil que estalló el 25 de junio de 1869 entre "Fusionistas" y "Martinistas", siendo estos últimos liderados por Máximo Jerez Tellería.
| Población Total de Nicaragua |            |
| Año                          | Habitantes |
| 1867                         | 348 725    |
| 1868                         | 351 797    |
| 1869                         | 355 313    |
| 1870                         | 359 284    |
| 1871                         | 363 722    |

El conflicto nicaragüense finalmente terminó con la derrota de los rebeldes en el municipio de La Paz del Centro pues cabe resaltar que para resolver el enfrentamiento entre ambas partes, tuvo que intervenir un ministro de los Estados Unidos que logró intermediar para solucionar el conflicto que llegó a su fin con la firma de un Convenio de Pacificación entre ambos bandos. A lo largo del tiempo este hito resultó ser histórico ya que era la "primera mediación estadounidense" de este tipo que Estados Unidos realizaba en Nicaragua.
En cuanto a la política exterior, Fernando Guzmán continuó las medidas de su antecesor de tener buenas y excelentes relaciones con los demás países del mundo, en primer lugar con el Gobierno de los Estados Unidos y luego con todos los países latinoamericanos, pero privilegiando especialmente a los países centroamericanos a quienes nunca consideró parte de un mismo país.

### Gobierno de Vicente Cuadra (1871-1875)

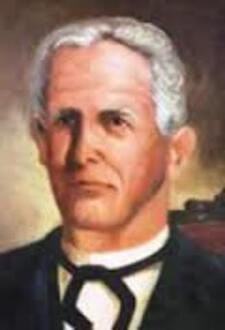
Presidente Vicente Cuadra gobernó Nicaragua desde 1871 hasta 1875.

Antes de llegar a la presidencia, Vicente Cuadra era un hombre que prefería no estar expuesto públicamente en la primera línea de la política, le gustaba siempre ser un hombre reservado y no tan visible, permaneciendo de esa manera solo detrás de los bastidores en segunda línea así como lo hizo cuando ayudó a redactar la Constitución Nicaragüense de 1858. 
Participó en las elecciones de octubre de 1870 sin tener ninguna esperanza en su candidatura pero sin embargo los resultados finales fueron abrumadores pues demostraron que Vicente Cuadra había obtenido el apoyo de 772 votos de los electores (el cual fue uno de los más altos que jamás se haya visto en Nicaragua hasta ese entonces). En segundo lugar salió Evaristo Carazo de la ciudad de Rivas que obtuvo 270 votos (aunque éste no estuvo oficializado como candidato), en tercer lugar salió Mariano Montealegre de la ciudad de Chinandega con 164 votos, luego en cuarto lugar estaba 
Hermenegildo Zepeda de la ciudad de León que obtuvo 147 votos, y ya finalmente le seguía 
Juan Bautista Sacasa, también de la ciudad de León que llegó a obtener 50 votos; así como Pedro Joaquín Chamorro Alfaro de la ciudad de Granada que salió en sexto lugar al obtener 41 votos; seguido de Pío Castellón de la ciudad de Nueva Segovia con 2 votos y Apolonio Marín de la ciudad de Masaya con 1 voto.
La administración de Cuadra instituyó un sistema de frenos y contrapesos en el poder ejecutivo, restableció la solvencia del país, repuso la tesorería y posicionó a la nación devastada por la guerra para las mejoras y proyectos de infraestructura que tanto necesitaban y que ocurrieron durante la presidencia de su sucesor ( Pedro Joaquín Chamorro) término. También se implementaron reformas educativas, judiciales y científicas. Los críticos pensaron que Cuadra era tacaño y rígido. El mayor fracaso de su administración fue la incapacidad de tratar con la nación tribal miskita en la región oriental de Nicaragua.

### Gobierno de Pedro Joaquín Chamorro Alfaro (1875-1879)

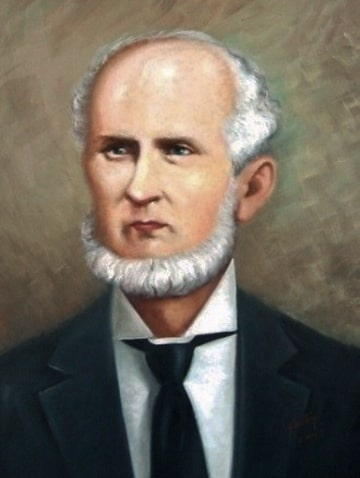
Presidente Pedro Joaquín Chamorro Alfaro gobernó Nicaragua desde 1875 hasta 1879.

En 1875 se llevan a cabo elecciones donde logra salir elegido como presidente Pedro Joaquín Chamorro Alfaro de 56 años de edad. Asumió la presidencia de Nicaragua para el periodo constitucional 1 de marzo de 1875 hasta el 1 de marzo de 1879. Durante su gobierno se realizaron importantes políticas de desarrollo en diversas áreas.
| Población Total de Nicaragua |            |
| Año                          | Habitantes |
| 1875                         | 385 092    |
| 1876                         | 390 731    |
| 1877                         | 396 449    |
| 1878                         | 402 248    |
| 1879                         | 408 128    |

En el marco de la educación, Chamorro impuso la enseñanza pública gratuita, además de organizar la enseñanza primaria, secundaria y universitaria. En cuanto a la política de infraestructura promovió el tendido de las líneas telegráficas entre los ciudades más importantes de Nicaragua. A su vez, impulsó también la construcción de líneas férreas del Ferrocarril del Pacífico de Nicaragua.
Realizó una organización del ejército nicaragüense, promulgando el "Código Militar". En cuanto materia legislativa, Chamorro ordenó la codificación de las leyes ya existentes, y promovió la reorganización y ordenamiento de diversos aspectos de la administración pública, creando el Registro Civil y creando el Registro de la Propiedad.
Al concluir su presidencia en 1879, intentó acceder a un nuevo mandato, pero fue vencido en las elecciones.

### Gobierno de Joaquín Zavala Solís (1879-1883)

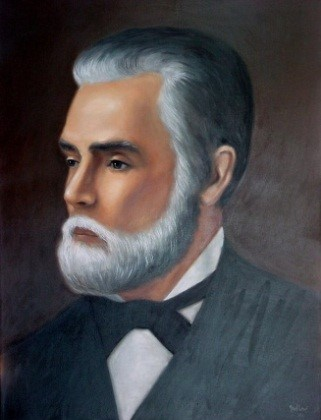
Presidente Joaquín Zavala Solís gobernó Nicaragua desde 1879 hasta 1883.

Durante su administración de Joaquín Zavala Solís se realizaron numerosas obras públicas, se dio impulso a la educación, se mantuvo la estabilidad de las finanzas públicas y se fundó la Biblioteca Nacional.
Enfrentó una insurrección de los indígenas de Matagalpa, que fue duramente reprimida y derrotada al costo de muchas muertes.
También, expulsó de Nicaragua a los jesuitas, por presiones de Rufino Barrios, presidente de Guatemala.

### Gobierno de Adán Cárdenas (1883-1887)

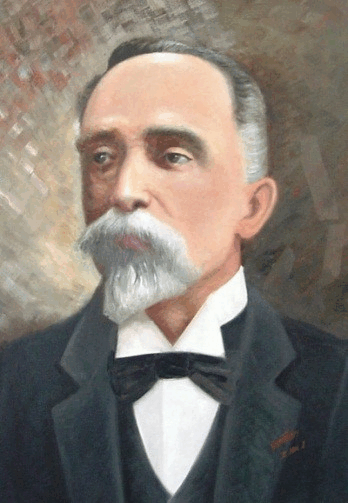
Presidente Adán Cárdenas gobernó Nicaragua desde 1883 hasta 1887.

Adán Cárdenas asumió la Presidencia de Nicaragua el 1 de marzo de 1883 y entre las primeras medidas para lograr un estado de tranquilidad, decretó una amnistía general a todos los participantes en la rebelión de 1881. Sin embargo, no evitó que en Honduras se desarrollara un movimiento armado en su contra, liderado por los liberales José Dolores Gámez, Enrique Guzmán Selva y José Santos Zelaya. Este movimiento se disolvió antes de ingresar a Nicaragua.
Durante su administración, procuró que el país tuviese más progreso y desarrollo. Para ello, fomentó el establecimiento de la educación pública en todas las clases sociales, reorganizó el ejército, reformó el servicio de contabilidad del país y consolidó su crédito, medidas económicas que llevaron al establecimiento del primer banco del país, el Banco de Nicaragua. Esta entidad, que ostentaba la capacidad de emitir billetes, estaba bajo capital inglés, y su representación legal descansaba en el propio presidente Cárdenas.
| Población Total de Nicaragua |            |
| Año                          | Habitantes |
| 1883                         | 432 486    |
| 1884                         | 438 791    |
| 1885                         | 445 183    |
| 1886                         | 451 666    |
| 1887                         | 458 239    |

Organizó el Registro Público de la Propiedad.
Se finalizó el Ferrocarril del Pacífico de Nicaragua y, el 6 de octubre de 1885, circularon las primeras locomotoras en el tramo ferroviario que unía Granada con Managua, la capital.
Además, en 1886, se fundó la Escuela de Artes y Oficios de Managua y se creó el actual Departamento de Masaya.
De él se dijo que "al salir de la presidencia, estaba tan pobre como cuando había entrado."

### Gobierno de Evaristo Carazo (1887-1889)

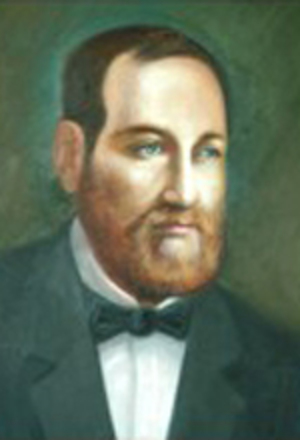
Presidente Evaristo Carazo gobernó Nicaragua desde 1887 hasta 1889.

Evaristo Carazo asumió la presidencia del país el 1 de marzo de 1887 y continuó la actividad intelectual e impulsó la educación pública promovida por su antecesor y apoyó de manera especial a la Universidad de León que alcanzó entonces su época de oro y al Instituto Nacional de Occidente. 
Además de estimular el cultivo del café, impulsó la ganadería.
Proyectó la realización de un ambicioso plan de obras públicas que incluía un canal interoceánico.
El territorio de Mosquitia -cuya soberanía reconoció Inglaterra en el Tratado de Managua del 28 de enero de 1860- fue objeto de su atento interés. Por eso decretó el 26 de octubre de 1887 la "Ordenanza para la Comisaría de la Reserva Mosquitia", que reglamentaba la administración del distrito del Siquia, estableciendo de hecho la avanzada material de la futura reincorporación. 
El 23 de febrero de 1888 se fundó en Managua el Banco de Nicaragua con un capital de un millón de pesos y en León el Banco Agrícola Mercantil el 6 de noviembre del mismo año.
Se preocupó por fundamentar la identidad histórica del país al promover en 1888 un concurso del cual surgiese un libro de texto para la enseñanza; lo ganó José Dolores Gámez (1851-1918) -a quien se le debe prácticamente la creación de la historiografía nacional en sentido moderno- y la obra de éste fue editada en 1889.
En 1889 se fundó la villa y puerto fluvial El Rama -a causa del desarrollo bananero de sus alrededores- y ese mismo año autorizó resguardados de policía en la desembocadura de Río Grande y en la mayor de las Islas del Maíz.
Durante su mandato, con relación al ejército no se realizaron cambios significativos, más bien Carazo guardó distancia de los asuntos militares. Tanto así que el 28 de marzo de 1889 el Congreso Nacional ascendió al Coronel Carazo a General de División, pero él declinó esa promoción.

### Gobierno de Roberto Sacasa (1889-1893)

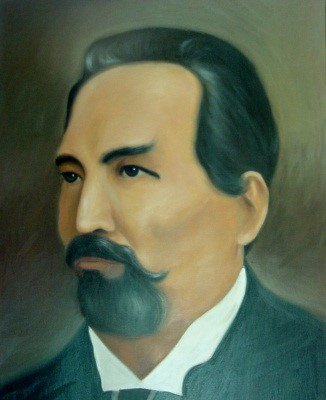
Presidente Roberto Sacasa gobernó Nicaragua desde 1889 hasta 1893.

Roberto Sacasa asumio la presidencia en 1889 pero fue en contra La Constitución vigente y la tradición establecida por sus predecesores, impuso su voluntad de reelegirse para un nuevo período presidencial, alegando dar cumplimiento a la norma constitucional que impedía sucederse a sí mismo, renunció al cargo, poco antes de realizarse las elecciones, y depositó la presidencia en el general y senador por Jinotega Ignacio Chavéz López a la sazón Presidente del Senado, a quien La Constitución vigente señalaba para suceder al cargo de Presidente de la República en caso de quedar vacante.
Su actitud de apego al poder, generó el descontento entre los conservadores granadinos e incitó la rebelión de los liberales, quienes con José Santos Zelaya y otros iniciaron la Revolución Liberal de 1893.

## Primera República Liberal (1893-1911)

### Zelayismo (1893-1909)

#### Revolución liberal de 1893

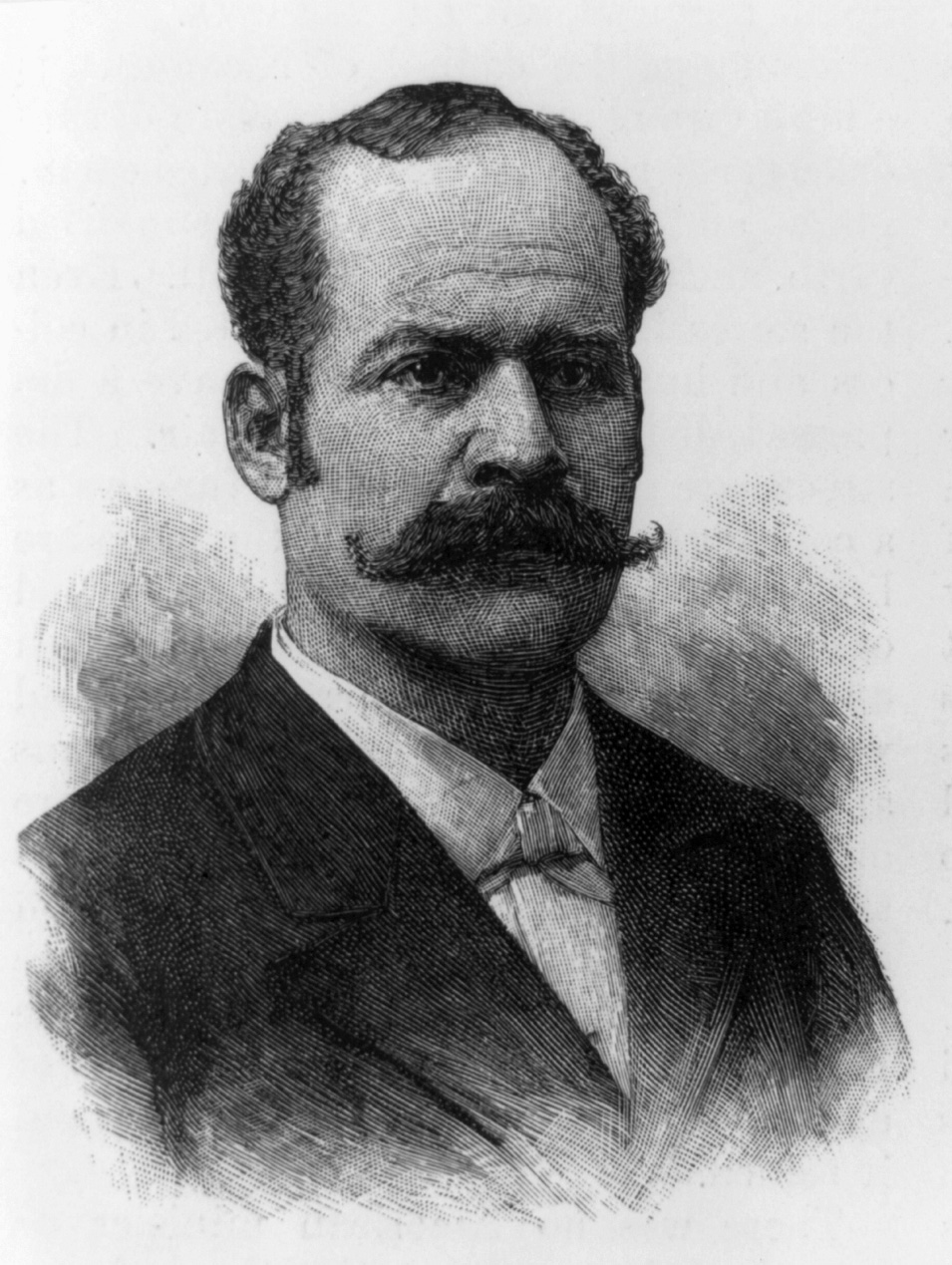
Presidente de Nicaragua José Santos Zelaya gobernó el país durante 16 largos años desde 1893 hasta 1909.

El Doctor y General José Santos Zelaya (1853-1919) gobernó Nicaragua durante dieciséis años, entre 1893 y 1909, ejerciendo un gobierno ilustrado, aunque dictatorial. 
Su gestión gubernamental provocó gran desarrollo en el país de Nicaragua. Reformó al Estado promulgando leyes, códigos y reglamentos modernos, creó nuevas instituciones e introdujo el Habeas Corpus. Zelaya convirtió a Nicaragua en la nación más próspera y rica de Centroamérica. Instauró la educación primaria gratuita y obligatoria, construyó escuelas, se aumentó la cobertura del telégrafo y el servicio de correo postal. Bajo su gobierno, se dio impulso a la construcción de líneas ferroviarias, y al transporte marítimo, con la introducción de la navegación a vapor en el lago Xolotlán y la realización de importantes obras en los puertos de San Juan del Sur y San Juan del Norte.
Bajo el signo del progreso, Zelaya inició además una serie de reformas en el país, como la institución de la enseñanza laica y del matrimonio civil, y decretó la confiscación de los bienes de la Iglesia, incluyendo la secularización de los cementerios que pasaron a ser administrados por el Estado.
Era partidario de la creación de unos Estados Unidos de América Central, lo que le llevó a apoyar a otros partidos liberales de distintos países centroamericanos que pudieran defender el mismo proyecto, y a promover diversas conferencias unionistas centroamericanos, especialmente las cumbres presidenciales celebradas en Corinto y el Pacto de Corinto. Esto se evidenció en el establecimiento de una efímera federación de naciones centroamericanas, la República Mayor de Centroamérica, que duró tres años (1895-1898) y de la que solamente formaron parte, además de Nicaragua, El Salvador y Honduras. 
Su mayor logro fue en 1894, en la denominada Crisis de Nicaragua de 1894-1895, la reintegración a Nicaragua del territorio de Mosquitia, o Reino de Mosquitia, que estaba bajo protectorado del Imperio británico.

### Incorporación de Mosquitia
En 1860, el Reino Unido reconocía los derechos de Nicaragua sobre Mosquitia pero aun así se reservaba ciertos privilegios que había cuidado de introducir en el tratado firmado ese año entre ambos países. Desde esa fecha la Mosquitia dejó de ser un reino y pasó a ser una reserva cuya autoridad máxima era un Jefe de la etnia misquito con la característica que el cargo de jefatura era hereditario.
El Reino Unido, apoyada por Austria, que actuaba como árbitro, declaró en 1888 que Nicaragua no podía mantener fuerzas policiales ni militares en el territorio de Mosquitia. 
En 1894 Nicaragua entra en una corta guerra contra Honduras y en el marco de este conflicto desplaza tropas a Bluefields. La presencia de los soldados nicaragüenses hace que haya cierto revuelo entre los pobladores, y el general Rigoberto Cabezas Figueroa, que comandaba las tropas, decide tomar la plaza, desconocer la autoridad del Jefe Mosco y declarar la ley marcial  el 12 de febrero de 1894. Los británicos respondieron desembarcando tropas desde el navío Cleopatra, lanzando un ultimátum que el general Cabezas desconoce, se llegó a un acuerdo y se constituyó una autoridad provisional con representación misquita e británica. 
En junio se produjeron levantamientos en Corn Island, el día 3, y en Bluefields dos días después. Los levantamientos estaban encabezados por el jefe de la reserva, Robert Henry Clarence, pero auspiciados por el vicecónsul británico E. D. Hatch (en realidad su título era de procónsul y no tenía "exaquátur" del gobierno de Nicaragua). En el levantamiento participaron, además de los comerciantes de Bluefields, ciudadanos estadounidenses, británicos, jamaicanos y alemanes. Los británicos participaron con las tropas de los navíos Cleopatra, Mahauk y Magicienme, y el capitán del crucero estadounidense Marblehead actuó como mediador en ciertas ocasiones.
La lucha se entabló en la ciudad de Bluefields y en El Bluff, que cayeron en manos nicaragüenses el 3 de agosto y el 31 de julio respectivamente, tomadas por las tropas al mando del General Cabezas.

### Presidencia de Zelaya
La administración de Zelaya mantuvo tensas relaciones y desacuerdos con Estados Unidos, lo que llevó a este a dar ayuda a los opositores conservadores de Zelaya en Nicaragua. 
En 1907, luego de la victoria nicaragüense en una breve guerra contra Honduras y El Salvador, resuelta en lo político con la mediación de Estados Unidos, en un tratado firmado en Chicago el 23 de abril de 1907, según el cual cada nación debería abstenerse de inmiscuirse en los asuntos de las demás, y, en caso de conflicto, las cuatro se comprometían a aceptar la decisión de un Tribunal de Justicia Centroamericano, cuya sede se instituyó en Cartago, Costa Rica. A pesar del tratado, buques de guerra estadounidenses ocuparon diversos puertos de Nicaragua. La situación llegó al punto de existir un conflicto interno entre los liberales nicaragüenses por un lado, y los conservadores y Estados Unidos por otro (que los financiaba).

### Rebelión de Juan José Estrada Morales
Para 1909 el presidente Zelaya se negaba a contratar empréstitos financieros en Nueva York y no quería negociar la posible vía interoceánica en las condiciones que Estados Unidos querían imponer, Zelaya buscaba el apoyo de otras potencias, ese mismo año contrató con el Reino Unido un empréstito por 1.250.000 libras esterlinas para impulsar el ferrocarril al Atlántico y mejorar las finanzas del país. Al mismo tiempo, se habló de una oferta de concesión de un canal interoceánico por Nicaragua, al Japón o Alemania. 
El 10 de octubre de 1909 estalló la costa oriental (caribeña o atlántica)una rebelión contra el gobierno de Zelaya. El movimiento revolucionario era dirigido por el general Juan José Estrada Morales, gobernador liberal de la Costa Atlántica; por el tenedor de los libros (contador) de las minas "La Luz y Los Ángeles", Adolfo Díaz Recinos; por un militar representante de los terratenientes conservadores, Emiliano Chamorro Vargas y por el general, conservador, Luis Mena Vado. 
El cónsul estadounidense Thomas Moffat aparecía como el Deus ex machina del movimiento contrarrevolucionario. El mismo Juan Estrada, ya no siendo más presidente de Nicaragua, confesaba así los hechos, en una entrevista al New York Times:
"El General Estrada, con grosera sinceridad, admite que la revolución que él encabezaba contra Zelaya había recibido la ayuda financiera de ciertas compañías estadounidenses, establecidas en la Costa Atlántica de Nicaragua. Dijo que tales compañías contribuyeron a la (contra) revolución de Bluefields con un millón de dólares, la casa de Joseph W. Beers con unos doscientos mil y la de Samuel Weil con cerca de ciento cincuenta mil dólares."
También colaboraron los dueños de las minas "La Luz and Los Angeles Mining Company", quienes se vieron obligados a entregarlas al gobierno de Nicaragua, por incumplimiento de las cláusulas del contrato de concesión. Por mera casualidad el secretario de Estado, Knox, tenía a su cargo la asesoría legal de la familia Fletcher, ex concesionaria de las minas mencionadas. 
Al enfrentar la rebelión. la superioridad del ejército leal al gobierno se sintió desde el comienzo del conflicto. 
Entonces el ministro estadounidense en Costa Rica, Willian L. Merry; se dirigió, en noviembre de 1909 al presidente de ese país, Cleto González Víquez, insinuándole que se uniera a Guatemala y El Salvador en una guerra contra Nicaragua. Estados Unidos se comprometían a proporcionar todo lo que necesitaran. Pero el plan estadounidense fracasó, dado que el interés de Costa Rica era el desarrollo económico y social de la región y una guerra solamente aumentaría los problemas sociales.
Para sofocar la rebelión, Zelaya se vio obligado a perseguir a los rebeldes en territorio costarricense. Nuevamente, el ministro estadounidense pidió que Costa Rica rompiese con Zelaya. Otra vez el gobierno costarricense se negó a luchar contra Nicaragua, dado que era claro el trasfondo político del accionar estadounidense.
Ante la negativa del gobierno de Costa Rica, Estados Unidos tomaron la opción de fortalecer el movimiento contrarrevolucionario. No había más remedio que enfrentarse abiertamente, al gobierno de Nicaragua, y no faltaron razones ni coyuntura inmediata para ello.
El gobierno del presidente William Howard Taft, que había sido elegido en las elecciones presidenciales de 1909 nombró secretario de Estado a Philander C. Knox un abogado que tenía como clientes a los dueños de las minas de oro nicaragüenses "La Luz" y "Los Ángeles Mining Company".
La recién incorporada Mosquitia estaba bajo la autoridad del general Juan José Estrada Morales que era liberal y apoyaba a Zelaya. Estrada comenzó a mantener relaciones con el cónsul estadounidense Thomas Noffat que, a su vez, mantenía excelentes relaciones con el general Emiliano Chamorro, este conservador. Estrada se aseguró del apoyo de los Estados Unidos para un hipotético levantamiento contra Zelaya. Este apoyo se confirmó a principios de septiembre de 1909. Al día siguiente el cónsul Thomas informaba del levantamiento contra el gobierno de Zelaya por parte de los generales Juan José Estrada y Emiliano Chamorro que, según él, se produciría el día 8 de septiembre pidiendo a su gobierno apoyo y reconocimiento para el futuro gobierno. En la información que Thomas mandaba a Washington se decía que el nuevo gobierno respetaría los intereses extranjeros y que seguramente el presidente Zelaya no iba a oponer resistencia armada.
El levantamiento se produjo el día 10 de septiembre de 1909 y el secretario de Estado Knox ordenó a los barcos de guerra estadounidenses estacionados frente a Bluefields, el Paducah y el Dubuque, que intervinieran en apoyo de los insurrectos. Este episodio fue la primera intervención directa de los Estados Unidos en Nicaragua, intervención que duró hasta 1925.

El 14 de noviembre fueron sorprendidos mercenarios con bombas en su poder destinadas a volar los barcos del gobierno de Nicaragua que navegaban en el río San Juan, Dos estadounidenses y un francés que es sometido a prisión por un año, no corrió la misma suerte para los estadounidenses ejecutados dos días después

### La nota Knox
En 1909 algunos mercenarios extranjeros fueron capturados y ejecutados por el gobierno de Zelaya, lo que sirvió para que Estados Unidos considerase la acción como una provocación para la guerra, y el derrocamiento de Zelaya por medio de la Nota Knox, enviada por Philander Chase Knox, secretario de Estado de Estados Unidos.
Los estadounidenses Lee Roy Cannon y Leonardo Groce, más el francés Edmundo Couture; fueron sometidos a un cuidadoso proceso. Llenadas todas las formalidades y plenamente confirmada su culpabilidad, incluso se les dejó un día antes despedirse de sus familiares, así dictan como prueba sus últimas se les pasó por las armas.
Estos dos mercenarios estadounidenses militaban en el ejército rebelde (financiado por EE. UU.). El 2 de diciembre el encargado de negocios nicaragüense en Washington recibía una nota del gobierno estadounidense, la conocida como "Nota Knox", en la cual le decían:

Los estadounidenses fusilados eran oficiales al servicio de las fuerzas revolucionarias, y, por consiguiente, tenían derecho a ser tratados conforme a las prácticas modernas de las naciones civilizadas .../... el gobierno de los Estados Unidos está convencido que las revolución actual representa los ideales y a voluntad de la mayoría de los nicaragüenses mejor que el Gobierno del presiente Zelaya .../... el Gobierno de Estados Unidos no puede sentir por el Gobierno del Presidente Zelaya aquel respeto y confianza que debía mantener en sus relaciones diplomáticas

 y le adjuntaba el pasaporte para que abandonara el país.
Zelaya dimitió el 18 de diciembre como presidente justificando su decisión con estas palabras: 

...la hostilidad manifestada por el Gobierno de los Estados Unidos, al cual no quiero dar pretexto para que pueda continuar interviniendo en ningún sentido en los destinos de este país.

### Causas de la intervención estadounidense
1. La coyuntura inmediata fue que dos estadounidenses, Cannon y Groce, habían sido sorprendidos con bombas en su poder destinadas a volar los barcos del gobierno de Nicaragua que navegaban en el río San Juan. Tropas de Zelaya los tomaron in fraganti. Fueron sometidos a un cuidadoso proceso. Llenadas todas las formalidades y plenamente confirmada su culpabilidad, se les pasó por las armas. 
La culpabilidad de los dos estadounidenses era indudable y su muerte fue el pretexto final para la intervención abierta de Estados Unidos en Nicaragua. 
2. Pero no era solo eso: Zelaya se había negado a aceptar un empréstito que le ofrecieron los banqueros estadounidenses con el aval del gobierno de Estados Unidos. 
3. Al mismo tiempo, Zelaya contrató un empréstito con los banqueros británicos de la Casa Ethelburg que tenía como objetivo la construcción de un ferrocarril que uniera el Atlántico al Pacífico del país, y para, como dice el mismo Zelaya, "Liberar al comercio nacional de ser tributario del ferrocarril de Panamá... y realizar, además, la consolidación de nuestra deuda externa".
Pero había algo más: Estados Unidos tenía el propósito de conseguir la concesión canalera por Nicaragua y no encontraban las facilidades con Zelaya, ya que este exigía que se garantizara la soberanía de Nicaragua y una cantidad de dinero correspondiente a la importancia de la obra. 
La actitud del gobierno de Nicaragua no encuadraba dentro de los planes políticos y financieros de la burguesía estadounidense. Zelaya era un estorbo para la diplomacia del dólar y era preciso eliminarlo.

La diplomacia del dólar consistía en el otorgamiento de empréstitos a ciertos países bajo condiciones más o menos onerosas, con garantías oficiales del gobierno de Estados Unidos, que aseguraban a los banqueros una razonable garantía, como garantía de la inversión los banqueros tomaban bajo su control: los ferrocarriles, los telégrafos y las aduanas de los países favorecidos por el empréstito; si el Estado se resistía a renegar de tal manera su soberanía (como Zelaya), el gobierno de Washington recurría a la persuasión de sus marines

A los países reacios a la aceptación de empréstitos de los banqueros estadounidenses, se les inducía a aceptarlos coaccionando su voluntad por medios muy variados y que resultaban tanto más eficaces cuanto más pobre y débil era el país al que oficialmente quería proteger los Estados Unidos con su apoyo pecuniario.
En el caso de Nicaragua, además de las razones económicas y financieras, la diplomacia del dólar respondía también, a razones geopolíticas ligadas a la posibilidad de la construcción de un canal Interoceánico.
Zelaya luchó contra el tremendo empuje de los estadounidenses que apoyaban y protegían a los partidarios de la contrarrevolución y de la intervención estadounidense.

## Segunda República Conservadora (1911-1929)
La Asamblea Nacional (el Congreso)  designó Presidente al también liberal José Madriz Rodríguez que no fue del agrado de Estados Unidos (ya lo había expresado en la Nota Knox cuando hacía referencia a "un candidato a la presidencia íntimamente ligado con el viejo régimen").
Madriz mandó tropas a Bluefields contra los insurrectos y toma el fuerte de El Bluff que cierra el puerto de la ciudad quedando está bajo su control. La infantería de Marina de Estados Unidos fue desembarcada en la ciudad en mayo de 1910 por lo que esta se mantuvo del lado rebelde al no poderla tomar las tropas gubernamentales. Las aduanas de Bluefields quedaban bajo control de Madriz pero la Armada de Estados Unidos estableció otra aduana bajo autoridad de Estrada, y el gobierno de EE. UU. manifestó, ante la protesta del gobierno de Nicaragua, que cada fracción cobre derechos sólo en el territorio que se halle bajo su dominio.

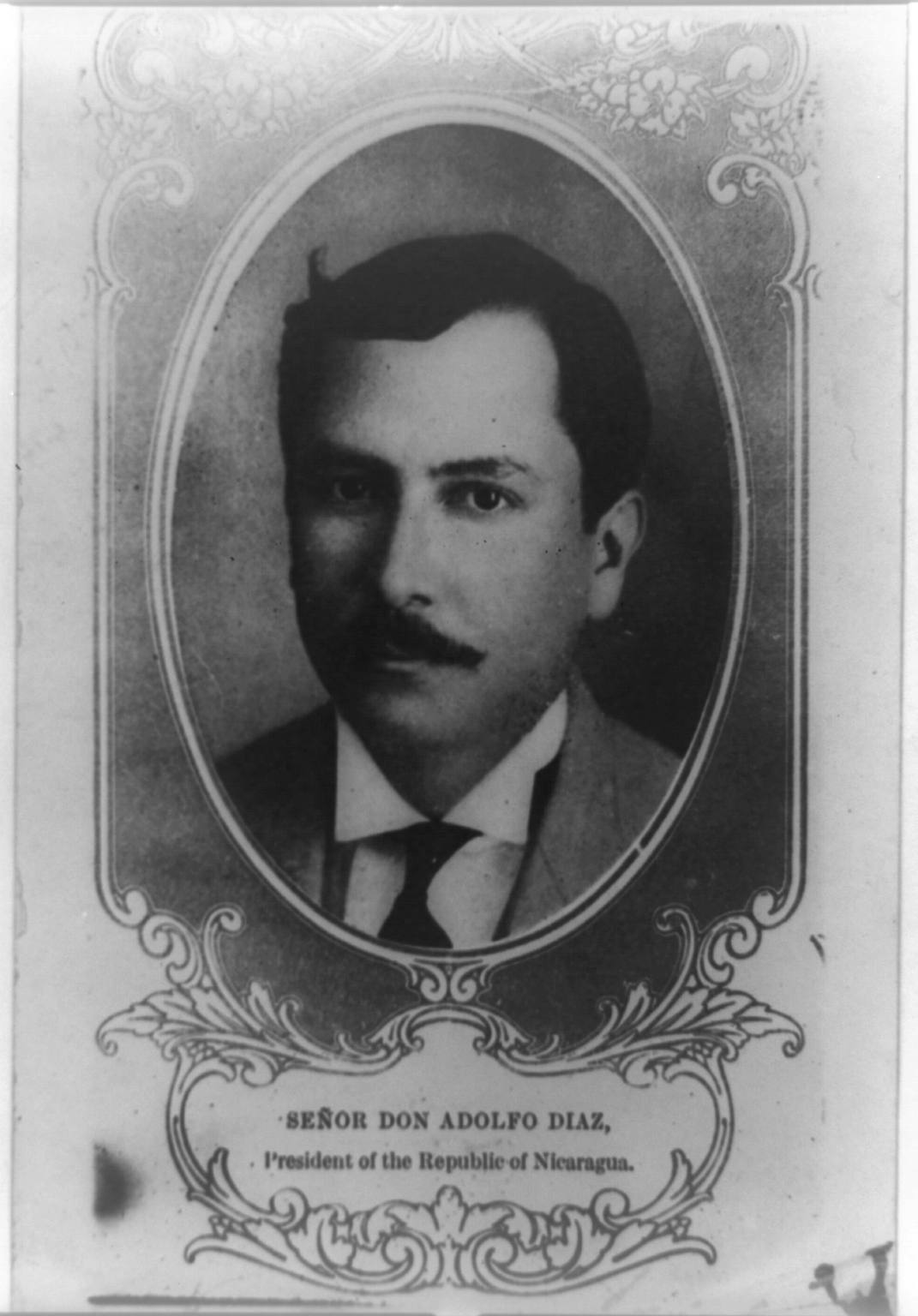
Presidente Adolfo Díaz.

José Madriz renuncia a la presidencia el 19 de agosto y poco después entran en Managua los generales Estrada Morales y Chamorro Vargas. La nueva Asamblea Nacional nombra Presidente a José Dolores Estrada Morales, quien cedió el poder a su hermano, el general sublevado Juan José, siendo nombrado vicepresidente Adolfo Díaz, que había sido empleado de las minas La Luz y Los Ángeles y era conocido por el secretario de Estado Knox. 
El día 1 de enero de 1911 Estados Unidos reconocen al nuevo gobierno de Nicaragua. Estrada Morales firmó con Estados Unidos los Pactos Dawson (por Thomas C. Dawson, enviado del gobierno estadounidense), y convocó elecciones para formar una nueva Asamblea Constituyente, que elaboró una nueva Constitución. Entre otros cambios, el catolicismo se convertía en la religión oficial del estado, a instancias del conservador Emiliano Chamorro. Poco después Estrada Morales se ve obligado a renunciar y Díaz es nombrado Presidente de Nicaragua.
La influencia de Estados Unidos se incrementó durante el gobierno del presidente Adolfo Díaz, que puso en manos estadounidenses el control de las principales empresas estatales. 

### Revolución libero-conservadora de 1912
El 29 de julio de 1912 estalló una nueva sublevación, a instancias del General Luis Mena Vado, conservador, y apoyada luego por el Doctor y General Benjamín Zeledón, liberal. Esta rebelión se conoce como la Revolución libero-conservadora de 1912 que es mal llamada Guerra de Mena. 
Los rebeldes toman varias ciudades entre las que están Granada, bastión conservador, León y Masaya, bastiones liberales. 
El gobierno de Díaz pide la ayuda militar de Estados Unidos y el gobierno estadounidense responde con el desembarco en puerto Corinto de Marines que sitian y atacan Granada tomada por las fuerzas del general Mena, quien la entrega sin oponer resistencia, hecho prisionero Mena es exiliado hacia Panamá. 
El mando supremo recae en el general Zeledón, quien se hace fuerte en los cerros "Coyotepe" y "La Barranca", cercanos a la asediada Masaya, los cuales mantiene hasta la batalla decisiva del 4 de octubre, cuando es abatido por soldados conservadores de La Constabularia, leales a Díaz y conocidos como caitudos. 
Para poner fin a esta corta pero sangrienta guerra civil nicaragüense, Estados Unidos movilizaron hacia Nicaragua a 2500 hombres y 8 buques de guerra. Después de la batalla de Coyotepe, solamente dejó a 400 soldados como parte de la llamada Legación Americana.
Como consecuencia de esta última intervención, el país permanecería ocupado por Estados Unidos hasta 1933 (desde 1912 hasta el 3 de agosto de 1925, y luego desde 1926 hasta 1933, con un breve intervalo de nueve meses en medio). 
En 1914 se firmó el Tratado Bryan-Chamorro, mediante el cual se cedían a Estados Unidos todos los derechos para la construcción de un futuro canal interoceánico, a cambio de tres millones de dólares. A pesar de que el Canal de Panamá había sido construido ya en 1903, la zona continuaba siendo de interés estratégico. También por este tratado, se daba a Estados Unidos el derecho de establecer una base militar en el golfo de Fonseca durante un período de 99 años, y se le cedían en arriendo las Islas del Maíz (Corn Island), por idéntico lapso de tiempo.

### Guerra constitucionalista
Entre 1917 y 1926 Nicaragua estuvo dominada por el partido conservador. Los marines estadounidenses, presentes en el país desde 1912, se retiraron en agosto de 1925. Al año siguiente, sin embargo, se produjo un nuevo levantamiento liberal, que produjo una nueva guerra civil, la denominada Guerra Constitucionalista. 
Las negociaciones en el llamado Pacto del Espino Negro en Tipitapa entre el gobierno y los rebeldes, impulsadas por Estados Unidos, dieron lugar a un gobierno de coalición. Sin embargo, dado que el gobierno era incapaz de controlar los nuevos focos de insurrección, los marines desembarcaron de nuevo en diciembre de 1926.
En las elecciones de 1920 salió elegido Presidente Diego Manuel Chamorro que tomó posesión de su cargo ya en el año siguiente. Chamorro murió en 1923 y lo sucedió el que era su vicepresidente, Bartolomé Martínez que se marcó como objetivo el liquidar la deuda que el país tenía con unos banqueros estadounidenses. El objetivo fue cumplido el año siguiente de haber subido a la presidencia y ya libre de la carga económica, se convocaron elecciones para el mes de octubre de ese mismo año para las cuales se realizó una candidatura única entre conservadores y liberales. Como presidente iba Carlos Solórzano Gutiérrez, conservador y para vicepresidente el liberal Juan Bautista Sacasa. 
Solórzano fue investido presidente en enero de 1925 y para agosto de aquel año ya habían salido todos los soldados estadounidenses del territorio nicaragüense. En octubre Emiliano Chamorro se alza en armas contra el gobierno y toma la Loma de Tiscapa. Para aplacar la rebelión y por consejo del gobierno de EE. UU. Solórzano nombra a Chamorro jefe de la fuerza pública. 
Las tensiones entre ambos acaban con la dimisión del presidente que pasa los poderes presidenciales al senador Sebastián Uriza y este se los pasa a Chamorro y finalmente acaban en manos de Adolfo Díaz quedando Sacasa fuera. 
En mayo de 1926 el partidario de Sacasa, el general José María Moncada se alza en armas pidiendo el poder para Sacasa. La insurrección de los liberales estaba apoyada por el gobierno mexicano de Elías Calles. 
La respuesta de los Estados Unidos que apoyaban a los conservadores fue la de mandar de nuevo a la infantería de marina. El día de Nochebuena de 1926 desembarcaban las tropas estadounidenses en Puerto Cabezas. Para el día de Reyes de 1927 había en suelo nicaragüense más de 5000 soldados y marinos estadounidenses apoyados por 16 buques de guerra. Adolfo Díaz justificó la intervención con estas palabras 

"Nicaragua es un país débil y pobre que no puede resistir a los invasores y agentes del bolcheviquismo mexicano".

En febrero de 1927 ocurren los combates fratricidas más destructivos cuando los 500 hombres del llamado Ejército Liberal Constitucionalista de Occidente se enfrentan contra las tropas conservadoras leales a Díaz apoyadas por los marines en la batalla de Chinandega.

### Sandino
Augusto C. Sandino, que entonces contaba con 31 años de edad, acababa de volver después de pasar 5 años trabajando de mecánico en México, Honduras y Guatemala. Cuando se enteró de la insurrección liberal de Sacasa formó una fuerza armada que se sumó a las fuerzas liberales. Tras algunas derrotas se internó en las montañas de Nueva Segovia. Cuando se enteró de que los mexicanos habían mandado armas se dirigió, bajando por el río Coco, a Puerto Cabezas para pedirle a Sacasa que le armara.

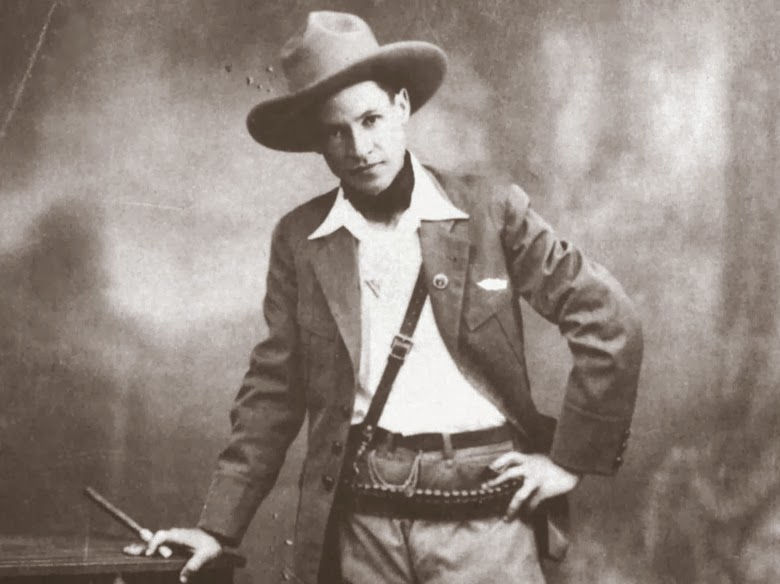
Augusto C. Sandino.

En Puerto Cabezas, la intervención de las tropas estadounidenses había logrado desarmar a los liberales. Los estadounidenses arrojaron las armas enviadas por lo mexicanos al mar. Cuando llegó Sandino se encontró que no había armas y que estas estaban en el fondo de la bahía. Usando algunos adeptos, entre los que se encontraban un número relevante de mujeres de la ciudad, logró recuperar 30 fusiles y 6000 cartuchos. Después de hablar con Moncada en la ciudad de Prinzapolka se dirigió de nuevo a su base en Las Segovias.
Las fuerzas de Sandino fueron creciendo. Durante la primera mitad del año 1927 combatió a los conservadores a los que fue venciendo y tomando varias posiciones, según las indicaciones de Moncada. La última plaza tomada fue el cerro de "El Común" en Boaquillo donde permaneció hasta el Pacto del Espino Negro en Tipitapa el 4 de mayo, que según palabras de Sandino fue donde 

Moncada ahorcó al Partido Liberal Nicaragüense.

Por este pacto, en el que participaron el coronel estadounidense Henry L. Stimson (enviado especial del presidente Calvin Coolidge y delegado omnipotenciario del presidente de Nicaragua Adolfo Díaz), Eberhard (ministro de EE. UU. en Nicaragua), el contralmirante Julian Latimer, tres delegados de Sacasa y el general Moncada. Acordaron que Díaz seguiría de presidente hasta las elecciones de 1928 y que EE. UU. requisaría todas las armas de ambos bandos a la vez que supervisaba el proceso electoral.
Sandino se negó a aceptar el acuerdo. En contra de las indicaciones de Moncada, Sandino difundió un comunicado en el cual pedía al pueblo de Nicaragua que se sublevara contra los extranjeros. En los intentos de convencer a Sandino para que aceptara el pacto, Moncada llegó a mandar a su padre, amigo personal de él, para que le convenciera; y el comandante de las fuerzas de EE. UU. en Ocotal (Nueva Segovia) le hizo llegar una carta pidiéndole que depusiera las armas y las entregara bajo la amenaza de proscribirle y perseguirle. Sandino le respondió: 

Recibí su comunicación ayer y estoy entendiendo de ella. No me rendiré y aquí los espero. Yo quiero patria libre o morir. No les tengo miedo; cuento con el ardor del patriotismo de los que me acompañan. A.C. Sandino.

No paso un día cuando el 15 de julio de 1927 las tropas de Sandino se toman la ciudad de Ocotal dando lugar Batalla de Ocotal. La ciudad fue defendida por los Marines estadounidenses y los Guardias Nacionales nicaragüenses quienes se atrincheraron en los cuarteles. Sandino se negó a incendiar la ciudad, tal como le pedían algunos de sus hombres para obligar a los marines y guardias nacionales a rendirse o aniquilarlos. Después los insurrectos abandonan Ocotal, una vez que la aviación estadounidense bombardeara y arrasara la ciudad.
La persecución de Sandino se realizó con la destrucción aldeas campesinas y las matanzas de muchos campesinos por la sospecha del apoyo que podrían estar prestándole. Las tropas sandinistas sufrieron varias derrotas como la de San Fernando, en julio, o la de Las Flores poco después.
Con la llegada del otoño comenzó una campaña victoriosa tomando Telpaneca y saliendo victorioso en Las Cruces, Trincheras, Varillal y Plan Grande. Estableció su cuartel general en El Chipote, una de las alturas de Las Segovias.
Realizó diversas incursiones como el atacar y destruir la mina de La Luz, propiedad del ex secretario de Estado estadounidense Knox o la batalla de Bramadero. Las acciones de Sandino le fueron dando fama por todo el país y por los otros países de Hispanoamérica. Esa fama producía que muchos hombres llegaran dispuestos a integrarse en sus filas. A mediados de 1928 Henri Barbusse le llamaba General de Hombres Libres.
A finales del mes de noviembre de 1928 el contralmirante D.F. Sallers le invitaba a abandonar la lucha y obtener así los consiguientes beneficios la respuesta de Sandino fue; 

La soberanía de un pueblo no se discute, sino que se defiende con las armas en la mano... la resistencia armada traerá los beneficios a que usted alude, exactamente como toda intromisión extranjera en nuestros asuntos trae la pérdida de la paz y provoca la ira del pueblo.

## Segunda República Liberal (1929-1936)
Las elecciones presidenciales de noviembre de 1928 fueron ganadas por el liberal Moncada. Moncada tomó posesión el 1 de enero de 1929. Moncada prosiguió colaborando con los estadounidenses en la persecución de Sandino. Para el mes de marzo de ese año ya se habían arrasado 70 pueblos, los bombardeos eran continuos e incluso llegaron a afectar a la vecina ciudad hondureña de Las Limas.
Sandino realizó un viaje a México para intentar conseguir apoyo. A su vuelta, el 7 de mayo de 1930 se encontró que los estadounidenses habían formado una guardia nacional para combatir a la guerrilla. Esa guardia se debía de pagar con fondos nicaragüenses. Debido a la endeble economía del país se cerraron las escuelas públicas para hacer frente a esos gastos. 
Para julio de 1931 los sandinistas contaban con 8 columnas de guerrilleros repartidas por todo el territorio nicaragüense. Al año era el propio Sandino el que hacía públicos los informes de las actividades de sus fuerzas. Ante las elecciones de 1932 Sandino hizo una campaña de abstención. Para esas elecciones el candidato del partido liberal era Sacasa (aunque la preferencia de la embajada estadounidense habría sido Anastasio Somoza pero este era demasiado joven e inexperto).
Sacasa ganó la presidencia y Sandino respondió nombrado al general Juan Gregorio Colindres presidente provisional del Territorio Libre de Las Segovias y tomó la población de San Francisco Carnicero, cerca de Managua, para apoderarse de los sellos oficiales.
Las victorias de Sandino estaban desprestigiando a los Estados Unidos y el coste de la guerra se hacía inaguantable en una economía que estaba en plena crisis, de tal forma que la población empezó a presionar a su gobierno para que abandonara Nicaragua. Una vez que Sacasa fue elegido las tropas estadounidenses empezaron a abandonar Nicaragua y cuando fue envestido presidente, el 1 de enero de 1933 ya no quedaban soldados estadounidenses en suelo nicaragüense.
Al no haber soldados extranjeros en Nicaragua y por otras presiones, Sandino llegó a un acuerdo de paz con Sacasa. La Guardia Nacional al mando de Anastasio Somoza (creada por los Estados Unidos y comandada por un hombre de su confianza) seguía con la represión en contra de los hombres de Sandino aun cuando este pedía al presidente que parara las acciones de la Guardia.

### El asesinato de Sandino
El 21 de febrero de 1934 Sandino en compañía de su padre, Gregorio Sandino, el escritor Sofonías Salvatierra y los generales Estrada y Umanzor acudían a una cena en la casa presidencial invitados por Sacasa. A la salida de dicho evento el coche en el que viajaban fue detenido justo a la salida de los jardines de la casa presidencial. El cabo de guardia que les detuvo era en realidad un mayor disfrazado, de apellido Delgadillo, que les condujo a la cárcel del Hormiguero. Los detenidos pidieron que llamaran a Somoza, pero les respondieron que no podían localizarlo, por otro lado la hija de Sacasa le comunicó a su padre la detención, ya que la había visto, y Sacasa se puso en contacto con la embajada de Estados Unidos para intentar detener el asesinato.
Sandino, Estrada y Umanzor fueron llevados al monte llamado La Calavera en el campo de Larreynaga y allí, a la señal de Delgadillo, el batallón que custodiaba a los prisioneros abrió fuego matando a los tres generales. Eso ocurría a las 11 de la noche. Al oír los disparos, según testimonio de Salvatierra, Gregorio Sandino dijo, 

ya los están matando; siempre será verdad que el que se mete a redentor muere crucificado.

Un año después, Anastasio Somoza, que llegó a decir que recibió las órdenes del asesinato de Sandino del embajador estadounidense Arthur Bliss Lane, se haría con el poder del país.

## Somocismo (1936-1979)

### Gobierno de Anastasio Somoza García
Antes de salir de Nicaragua, los marines traspasaron el mando de los 4,000 soldados alistados en la Guardia Nacional a Anastasio Somoza García, sobrino político del presidente Sacasa que se había ganado la confianza del embajador y de los altos oficiales estadounidenses. Pronto convertiría esta fuerza militar en un formidable instrumento de poder personal. El 21 de febrero de 1934 el nuevo jefe director de la Guardia Nacional habría iniciado su ofensiva, haciendo asesinar a Sandino cuando este salía de una cena en la casa de gobierno, a la que había sido invitado por el propio mandatario. El día siguiente se desató la ejecución de más de trescientos campesinos sandinistas acusados de conspiración, incluyendo mujeres y niños, que se encontraban en una cooperativa agrícola en Wiwilí, al este de Las Segovias. Luego, se reorganizaron las fuerzas armadas, purgando adversarios de Somoza y colocando a sus allegados en posiciones clave en todo el país. Finalmente, se concentró en fortalecer su influencia en el Congreso y el Partido Liberal, utilizando para ello el presupuesto del ejército, que representaba más de la mitad de los ingresos fiscales del Estado. Logrado esto, Somoza pasó a desplegar una abierta campaña para llegar a la presidencia, pese a que la Constitución vigente le inhibía de ocupar ese cargo, dado su parentesco con Sacasa y su condición de militar activo (situación que resolvería un mes previo a las elecciones, renunciando al cargo de comandante). En diciembre de 1936 Somoza gana las elecciones presidenciales y fue elegido presidente de Nicaragua a partir del 1 de enero del año siguiente. Su familia se mantendría en el poder hasta 1979.
Anastasio Somoza fue presidente de 1937 a 1947, y de 1950 a 1956 (en el intervalo, no abandonó el poder, sino que siguió detentándolo mediante hombres de paja [cita requerida]). La primera oposición al régimen de Somoza procedió de los estratos medios y altos de la sociedad, normalmente conservadores, que vieron con disgusto como el nuevo gobernante ponía el país en manos de su familia y amigos. A causa de las limitaciones a la libertad de expresión, los esfuerzos para resistir a Somoza no tuvieron ningún resultado. Muchos opositores abandonaron el país, exiliándose en los Estados Unidos. Una excepción notable fue Pedro Chamorro, editor del diario La Prensa, el más popular del país, cuya reputación internacional y continuo rechazo de la violencia le hicieron intocable para el régimen. 
La oposición liberal, acusada de inspiración comunista, fue pronto eclipsada por la abiertamente marxista. El 21 de septiembre de 1956, un joven poeta liberal, Rigoberto López Pérez, logró infiltrarse en una fiesta en la que se encontraba Somoza García, disparándole en el pecho y terminando con su vida (Somoza moriría a causa de la herida poco tiempo después).

### El Frente Sandinista de Liberación Nacional

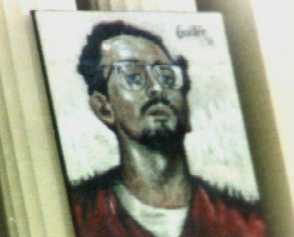
Carlos Fonseca, fundador del FSLN.

En 1961 los jóvenes políticos Carlos Fonseca Amador, Tomás Borge Martínez y Silvio Mayorga inspirados en las ideas de Augusto Sandino fundan el Frente Sandinista de Liberación Nacional y emprenden la lucha insurreccional contra la dictadura de la familia Somoza.
Los diferentes gobiernos de los Somoza contaban con el respaldo del gobierno de los Estados Unidos. Por su lado, el FSLN, como la mayoría de las guerrillas con pensamiento de izquierda en la América Latina de esos años, tenía el respaldo ideológico y también armamentístico (y de entrenamiento militar) de la Cuba de Fidel Castro. Hacia los últimos años del régimen somocista (1977-1979) el FSLN contó con el decidido apoyo de gobiernos extranjeros tales como Cuba, la Venezuela de Carlos Andrés Pérez, la Panamá de Torrijos, e incluso de Costa Rica (recibiendo nicaragüenses exiliados, y prestando su territorio para las tropas guerrilleras del FSLN). 
El FSLN emprendió una guerra de guerrillas tanto urbanas como rurales con la intención de derrocar al gobierno nicaragüense desde el inicio de sus operaciones guerrilleras a inicios de la década de 1969. Estas operaciones son conocidas como las Jornadas de Pancasán y las guerrillas de Raití y Bocay en las cuales cayeron algunos miembros de la Organización tales como Filemón Rivera, Oscar Danilo Rosales, Rigoberto Cruz, más conocido como Pablo Úbeda, y muchos más; el fracaso de estos primeros intentos guerrilleros se debió a la falta de conocimiento de la zona de operaciones y al desinterés de las poblaciones en donde operaban pues eran lugares muy despoblados. Pasada la experiencia de Pancasán se pasa a un período conocido como la de Acumulación de Fuerzas en Silencio aunque inclusive en estos años se dieron choques con la Guardia Nacional. Dadas las circunstancias el FSLN se divide en tres tendencias, cada una de ellas con una visión diferente de llevar a cabo el derrocamiento de la dictadura somocista. 
La Tendencia Guerra Popular Prolongada, propugnaba por la lucha en la montaña sobre la base de la experiencia de la revolución cubana y sobre todo de Ernesto Che Guevara, la Tendencia Proletaria, afirmaba que el derrocamiento se daría cuando el proletariado, es decir los obreros y campesinos, se uniera para derribar la tiranía y por último la Tendencia Insurreccional o Tercerista que llamaba a armar al pueblo y resultó a la postre la forma a través de la cual caería Anastasio Somoza Debayle. Precisamente buscando la unidad de las tres tendencias pierde la vida Carlos Fonseca el 8 de noviembre de 1976 en Boca de Piedra, Zinica. Aunque para disminuir la represión desatada a raíz de algunos incidentes en las montañas se da el operativo conocido como Diciembre Victorioso cuando un grupo de guerrilleros bajo el mando de Eduardo Contreras se toma la casa de un ministro somocista el 27 de diciembre de 1974 fecha a partir de la cual el mundo conoció la existencia del FSLN.
En 1978, consigue un golpe magistral contra la dictadura, al llevarse a cabo un operativo, denominado "Operación Chanchera", efectuado por un comando guerrillero, que conllevó a la toma del edificio del Palacio Nacional sede del Congreso de la República, y un número considerable de sus miembros, poniendo en evidencia las debilidades de logísticas de la Guardia Nacional.
La ofensiva guerrillera lanzada desde el norte, con el apoyo de los campesinos, de las clases obreras e industriales cansadas de la política somocista y apoyada por la acción política y la presión internacional logra el 19 de julio de 1979 entrar triunfante en la capital, Managua, mientras que el dictador Anastasio Somoza Debayle y su familia abandona el país.
Llegando victoriosos a la plaza de la revolución un 19 de julio de 1979. Roberto Carlos Alfaro anuncia la llegada de los sandinistas y grita el famoso dicho hasta la victoria siempre.

## Sandinismo (1979-1990)

### Junta de Gobierno de Reconstrucción Nacional (1979-1985)

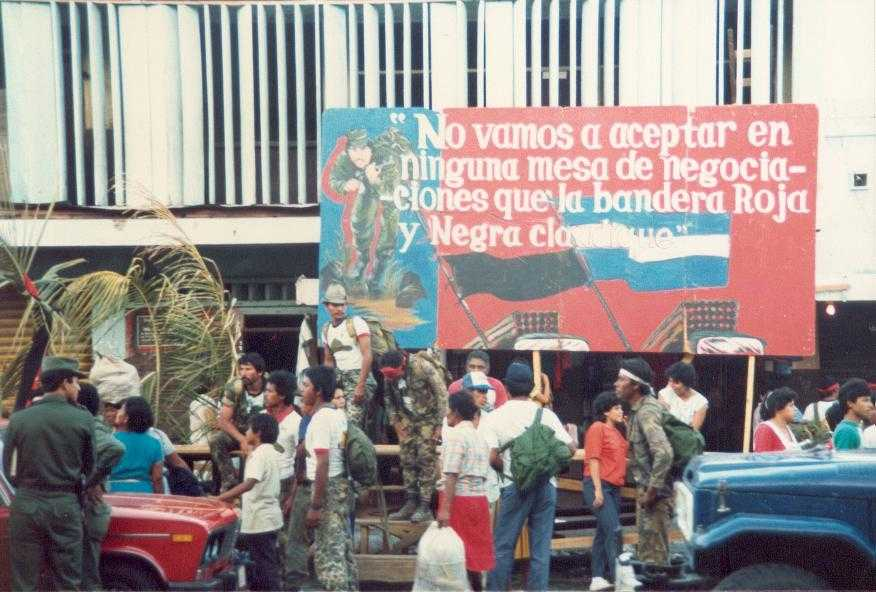
Recibimiento de soldatos del Ejército Sandinista en León, primavera de 1988.

La entrada en Managua de las tropas del Frente Sandinista de Liberación Nacional (FSLN) pone fin al poder dictatorial de los Somoza que durante 43 años se habían mantenido en el poder. El 19 de julio de 1979 da comienzo a un cambio radical en Nicaragua, cambio que tendría consecuencias continentales y llevaría a la intervención de potencias extranjeras tales como la Unión Soviética y, nuevamente, de Estados Unidos. Tras la intervención de EE. UU. y el bloque soviético, comenzará un proceso de inestabilidad política y social que llevará a una Guerra Civil promovida por las dos potencias que manejaban el hilo del contexto de la guerra fría, tanto en el período de la presidencia de Ronald Reagan y continuada por Bush padre. Los acuerdos de paz no se firmarán hasta finales la década de 1980. Paralelamente comienza la llamada Revolución Sandinista que se desarrollaría hasta inicios de 1990.
Acorde a una concepción ideológica socialista e incluso comunista, con fuerte presencia marxista, y con una influencia muy grande de la teología de la liberación, trataron de introducir reformas en los aspectos socioeconómicos y políticos del estado nicaragüense, tratando además los problemas relativos a la sanidad y a la educación que el país sufría. La reforma agraria fue una de las principales medidas que el nuevo gobierno puso en marcha sobre la base de las tierras confiscadas a la familia Somoza y los otro miembros principales de la oligarquía nicaragüense. La universalización de la sanidad con el desarrollo de un sistema de salud universal y la cruzada de alfabetización, que redujo el analfabetismo endémico de la población nicaragüense del 50% a algo menos del 13% en un corto período, fueron las acciones inmediatas en las que se empeñaron los nuevos gobernantes. El gobierno revolucionario encontró apoyo en Cuba, la Unión Soviética y otros países, en su mayoría europeos.
El cambio de gobierno en Estados Unidos, con la pérdida de las elecciones de los demócratas y la entrada de Ronald Reagan, del partido republicano, hacen que las voces de los disidentes y contrarios a los sandinistas, sean estimadas en la Casa Blanca, que comienza a organizar, con restos de la Guardia Nacional, una serie de grupos armados, denominados contras (de contrarrevolucionarios y en contraposición de la palabra "compa", de compañero, que era como se denominaban los sandinistas), que comienzan una lucha armada contra el nuevo gobierno de izquierdas. EE. UU. actuaría direcctamente en acciones de guerra y sería llevado ante el Tribunal Internacional de La Haya por el gobierno nicaragüense siendo condenado por el mismo (ver Nicaragua contra Estados Unidos), llegando el gobierno estadounidense a desobedecer el mandato de su Congreso, que impedía la ayuda directa a las tropas irregulares de la Contra, produciéndose el escándalo conocido como Irangate.
Muchos abusos a los derechos humanos ocurrieron durante el conflicto, incluido el uso del terrorismo por parte de los contras. Los sandinistas fueron acusados de graves abusos contra los derechos humanos, incluidas torturas, desapariciones y ejecuciones masivas. La Comisión Interamericana de Derechos Humanos investigó y confirmó los abusos cometidos por las fuerzas sandinistas, incluida una ejecución de 35 a 40 Miskitos en diciembre de 1981, y una ejecución de 75 personas en noviembre de 1984.
Tras varios años de guerra civil y agresión que impidió el desarrollo de Nicaragua al tener que dedicar una importante parte del presupuesto del país en la defensa y tras varias negociaciones de ámbito internacional, en las elecciones de febrero de 1990 Daniel Ortega, líder y presidenciable del FSLN pierde las elecciones a la presidencia de la República.
La revolución sandinista intentó transformar el modelo histórico de relaciones entre el Estado y la sociedad nicaragüense mediante el desarrollo acelerado de la capacidad regulatoria e interventora del Estado. Esta estrategia no fue acompañada de un esfuerzo efectivo por desarrollar una capacidad social para controlar y democratizar la acción estatal. La ausencia de mecanismos de participación efectiva terminó afectando la legitimidad del régimen. De la creciente ilegitimidad del régimen sandinista se alimentó el movimiento contrarrevolucionario que se constituyó en instrumento de la política exterior de Estados Unidos de América. A partir de la instalación del gobierno del presidente Ronald Reagan en Washington, esta política se orientó hacia el desmantelamiento del proyecto revolucionario sandinista.

### Primer Gobierno de Daniel Ortega (1985-1990)
Las contradicciones generadas por el modelo político-institucional estatista del FSLN, la guerra contrarrevolucionaria y las presiones económicas impuestas por Estados Unidos al gobierno sandinista coincidieron con el momento en el que la Unión Soviética iniciaba un proceso de transformaciones internas que finalmente terminarían en su disolución.
En 1986 el dirigente soviético Mijaíl Gorbachov introdujo su programa de reestructuración económica conocido como perestroika. Este programa tenía como objetivo la liberalización de la economía soviética para lograr su desarrollo e integración efectiva dentro de la economía mundial. La perestroika fue acompañada de un proceso de democratización del sistema político soviético (glassnost), y de importantes esfuerzos por mejorar las relaciones entre Washington y Moscú.
Las políticas reformistas introducidas por Gorbachov y la disensión entre la Unión Soviética y Estados Unidos debilitaron la posición del FSLN, que en poco tiempo vio reducido el apoyo político, económico y militar que el proyecto revolucionario recibía de los países del bloque soviético. Más aún, las reformas emprendidas por Gorbachov iniciaron el desmoronamiento del modelo normativo económico y político de organización del mundo socialista que el FSLN utilizaba como eje de referencia para su proyecto revolucionario.
En tan desfavorable contexto internacional, la revolución sandinista tuvo que enfrentar el virtual colapso de la economía nacional -producto del desgaste ocasionado por la guerra, la complejidad del experimento revolucionario, los errores cometidos por los responsables de la política económica del gobierno, y las presiones de Estados Unidos-, así como el agotamiento de la población nicaragüense. Para enfrentar la crisis económica, el gobierno emprendió en 1988 un programa de estabilización y ajuste macroeconómico que tuvo un impacto directo y negativo en las condiciones de vida de los sectores populares.
Las reformas de 1988 restablecieron el centralismo del mercado como eje ordenador de la economía nicaragüense. Con estas reformas, además, del Estado nicaragüense se acompasaba a las presiones e influencias de los organismos financieros internacionales, distanciándose de la sociedad y sus demandas. El proceso de adecuación del Estado nicaragüense a las fuerzas que operaban en su contexto global, y la ampliación de la brecha entre el Estado y la sociedad nicaragüense generada por este proceso iban a mantenerse y agudizarse durante la década de 1990.
En Costa del Sol, en El Salvador, el 14 de febrero de 1989 -víspera de la retirada de las tropas soviéticas de Afganistán-, los presidentes centroamericanos firmaron el Acuerdo de Tesoro, que establecía compromisos concretos para la pacificación de la región, y que incluía la celebración de elecciones en Nicaragua en febrero de 1990.
Los acuerdos de Costa del Sol fueron ratificados en la Cumbre de Tela en agosto de 1989. A partir de ese momento los sandinistas empezaron a organizarse para la contienda electoral, en tanto que Estados Unidos iniciaba una serie de esfuerzos para asegurar la victoria de la Unión Nacional Opositora (UNO), una coalición de partidos organizados en torno al objetivo común de derrotar al sandinismo.
En febrero de 1990 se celebraron las elecciones presidenciales que otorgaron la victoria a Violeta Barrios de Chamorro, candidata de la UNO. El triunfo de la UNO se sustentó en un consenso social real, pero precario. La desesperación causada por la guerra, el fracaso del modelo sandinista en lo político y en lo económico, y la intervención de Estados Unidos, se combinaron para crear un acuerdo nacional mayoritario cuyo eje no era la índole del régimen que se quería institucionalizar, sino la oposición al régimen que se quería eliminar.

## PLCismo (1990-2007)

### Pazy transición hacia el liberalismo (periodo de 1990 hasta 1996)
El lapso de dos meses entre la derrota del FSLN en las urnas y el traspaso del gobierno a la presidenta electa Violeta Barrios de Chamorro se caracterizó por un clima de tensa incertidumbre. Los sectores de «línea dura» de la Unión Nacional Opositora (UNO), aglutinados en torno al vicepresidente Virgilio Godoy, Arnoldo Alemán –alcalde de Managua– y los 20 000 combatientes de la Resistencia Nicaragüense (Contra), exigían el desmantelamiento de las fuerzas armadas sandinistas, la inmediata devolución de todas la propiedades confiscadas y la privatización de las empresas estatales. Mientras tanto, el FSLN proclamaba su intención de "gobernar desde abajo" con el respaldo de las organizaciones de masa, y demandaba el respeto a la integridad del Ejército Popular Sandinista, que a la fecha contaba con 96.660 soldados.

#### En busca de la paz
El convulso ambiente sociopolítico demandaba un acuerdo institucional a fin de desactivar la amenaza de una nueva guerra civil, o una intervención militar estadounidense. El 27 de febrero de 1990 se conformaron dos equipos negociadores presididos por el general Humberto Ortega y el ingeniero Antonio Lacayo Oyanguren, yerno de Violeta Barrios de Chamorro. La participación de João Clemente Baena Soares, secretario general de la OEA, Elliot Richardson, representante del secretario general de las Naciones Unidas y Jimmy Carter, expresidente de los Estados Unidos, en calidad de observadores internacionales, facilitó las conversaciones. Estas culminaron el 27 de marzo con la firma del Protocolo para la Transferencia del Mando Presidencial, conocido como «Protocolo de Transición», cuyos acuerdos más importantes contemplaban: el reconocimiento de las elecciones como base para la construcción de la democracia y la paz; seguridad jurídica a los beneficiarios de donaciones estatales de propiedades urbanas y rurales, asignadas antes del 25 de febrero de 1990; respeto a los rangos, escalafones y mandos del ejército, incluyendo la permanencia de Humberto Ortega como general en jefe del Ejército Popular Sandinista (EPS); subordinación de las fuerzas armadas y cuerpos de seguridad al poder ejecutivo; reducción significativa del ejército, y desmovilización de la Resistencia Nicaragüense antes del 25 de abril, para garantizar el traspaso de gobierno en un clima de paz.

Foto desarme de la Contra

El Protocolo de Transición reflejaba una posición pragmática que reconocía la fuerza organizativa del FSLN, y daba prioridad a la estabilidad política. No obstante, fue rechazado por la «línea dura» de la UNO, que demandaba la destitución inmediata del Comandante Ortega. Así también, exigía la penalización de la «piñata» –nombre que se dio a la distribución de millones de dólares en propiedades estatales entre dirigentes y cuadros del FSLN, a raíz de su derrota electoral.– Como resultado, ocho de los catorce partidos de la UNO se negaron a asistir al acto de toma de posesión de la presidenta Chamorro y, en adelante, obstaculizarían su administración desde los gobiernos municipales bajo su control.
Por su parte, la Resistencia Nicaragüense condicionó su desmovilización a la firma de nuevos acuerdos, según los cuales el gobierno procedió a delimitar veintidós "polos de desarrollo" que abarcaban, en su conjunto, un área de 20.000 km² donde los excombatientes de la Contra recibieron tierras y recursos productivos para asentarse con sus familias, bajo la protección de fuerzas especiales de Naciones Unidas. Después de la desmovilización, concluida el 27 de junio de 1990, exmiembros de la Resistencia Nicaragüense fueron incorporados a la Policía Nacional, y encargados de garantizar el orden dentro de estas zonas de seguridad. Además, se reconoció a la Contra como una organización política legal, y algunos de sus principales dirigentes recibieron cargos en la burocracia estatal. Por otra parte, el gobierno llegó a un acuerdo con el ejército para dar inicio a un rápido proceso de reducción de efectivos, ofreciendo a los exmilitares diversos beneficios, como indemnizaciones por años de servicio y asignación de viviendas o tierras. Mediante este proceso de licenciamiento gradual, se desmovilizó a 72.000 soldados en el lapso de tres años.
El desarme de la «Contra» y la drástica reducción del ejército significó tan solo el inicio del proceso de pacificación de Nicaragua. Esta meta exigía la reinserción estable de los excombatientes a la vida civil, pero su consecución enfrentó graves problemas. La entrega de la ayuda material prometida dependía de la cooperación externa, y los trámites burocráticos frenaron el ritmo de su flujo hacia los «polos de desarrollo». Impacientes, muchos excombatientes de la Resistencia Nicaragüense (RN) decidieron retornar a sus lugares de origen, o se dispersaron por el área rural, invadiendo empresas estatales, fincas privadas y cooperativas sandinistas. Hacia fines de 1990, alrededor de 4.000 hombres, comandados por un «Estado Mayor» integrado por cuadros intermedios de la RN, se levantaron en armas en el norte y centro del país, exigiendo la entrega inmediata de títulos agrarios y recursos productivos. Ante el surgimiento de los «recontras», unos 3000 campesinos sandinistas y exmiembros del Ejército Popular Sandinista (EPS) se rearmaron; organizados en el Movimiento de Auto-defensa Nacional, los llamados «recompas» presentaron sus propias reivindicaciones al gobierno. A estos dos grupos se sumó un tercero: El Frente Norte «Prudencio Serrano», conocido tanto por excombatientes de la RN como del EPS.
Según datos oficiales del ejército, a mediados de 1992 el número de rearmados ascendía a 21.905 hombres, que disponían de fusiles automáticos, ametralladoras, morteros, minas e incluso misiles antiaéreos y antiblindados. A esa fecha, habían realizado alrededor de 1600 acciones militares, que incluían asaltos a bancos y vehículos de transporte público, secuestros de funcionarios gubernamentales o productores privados, tomas de tierras y poblados, en unos veintiséis municipios rurales del interior del país. Entre 1990 y 1994, la administración de Barrios de Chamorro suscribió 48 acuerdos para lograr la desmovilización de casi un centenar de bandas armadas, a cambio de entrega de 97.863.878 dólares en ayuda material para facilitar la reinserción de los excombatientes en la vida productiva. Además, redistribuyó un total de 701.500 manzanas de tierra a unos 24.542 beneficiarios, dando prioridad a los desmovilizados y campesinos repatriados. En adelante, el gobierno suspendió toda negociación, y los nuevos rearmados pasaron a ser perseguidos por el ejército como «bandas delictivas», al margen de su filiación política.

### Transiciónpolítica: el gobierno de Violeta Barrios de Chamorro
La transición política nicaragüense coincidió con el colapso de la Unión Soviética y de los modelos político-económicos socialistas de Europa Oriental, es decir, coincidió con el final de la Guerra Fría. Estos dramáticos eventos crearon condiciones apropiadas para el surgimiento de la democracia liberal como contraparte política del desarrollo de economías de mercado en todo el mundo.
Este contexto de fuerzas y tendencias mundiales, más que el desarrollo endógeno de la sociedad nicaragüense, explica la transición política de 1990. Así pues, en lo fundamental, el experimento democrático nicaragüense fue producto de condicionamientos externos, y no de transformaciones reales en la naturaleza de las relaciones entre el Estado y la sociedad nicaragüense. Sobre un Estado históricamente dependiente del exterior y distanciado de la sociedad civil se impuso en 1990 un sistema político de democracia electoral que ampliaría los derechos políticos de la ciudadanía dentro de un rango sumamente restringido de opciones sociales y económicas.
En lo nacional, la transición de 1990 estuvo marcada por la fragmentación política, por la virtual paralización de la economía nacional y por el debilitamiento de los niveles de solidaridad social entre los nicaragüenses. La fragmentación política tuvo su expresión en las tensiones existentes entre la Unión Nacional Opositora (UNO) y el derrotado FSLN, así como en la desarticulación de la red de organizaciones populares que habían surgido durante la década de la revolución.
En lo económico, la transición de 1990 tuvo lugar en un momento en que la estructura productiva del país se encontraba prácticamente en ruinas. Un informe del gobierno de Violeta Barrios de Chamorro señalaba que, para 1989, el producto interno bruto del país había caído al 42% de su nivel en 1977; el valor de las exportaciones se había reducido en un 53%, y los salarios reales a un 24%. Más aún, en 1989 la deuda externa per cápita era la más alta de América Latina: 3000 dólares estadounidenses (treinta y tres veces el valor de las exportaciones del país). Además de la polarización política y del colapso económico del país, Nicaragua sufría en 1990 el desgarramiento social producido por la guerra civil.
El gobierno Barrios de Chamorro señalaba que la guerra y la militarización había sustraído a la juventud de las actividades del país, interrumpiendo así el proceso intergeneracional de transferencia de actitudes y habilidades, lo que dejó a los jóvenes sin motivación y sin el entrenamiento necesarios para trabajar.
Con una sociedad débil y fragmentada, y un Estado subordinado, en lo político y en lo económico, a la política exterior estadounidense, a la cooperación externa y a las pautas de los organismos financieros internacionales, se organizó un sistema político de democracia electoral que creó condiciones para la participación del pueblo nicaragüense en la elección de sus gobernantes, pero no necesariamente para el desarrollo de una capacidad social que pudiese condicionar la acción del Estado. En este sentido, la transición política en Nicaragua produjo una democracia externamente restringida, por cuanto los procesos electorales que constituían su característica principal operarían dentro de un marco normativo que limitaba el rango de opciones sociales y económicas que el nuevo sistema político ofrecía a la población.
Dentro de los espacios de participación creados por la transición de 1990, surgieron en Nicaragua un conjunto de organizaciones cívicas no gubernamentales de diversas orientaciones políticas, y de diferentes especialidades profesionales y temáticas. Estas organizaciones recibieron un apoyo importante de parte de la cooperación internacional interesada en promover la conformación de una «sociedad civil» en Nicaragua.
La sociedad civil nicaragüense, sin embargo, no logró constituirse en un mecanismo efectivo para la agregación de demandas sociales, debido a su fragmentación, a su bajo nivel de representación popular efectiva, y a su dependencia respecto de la cooperación internacional. Quizá el sector más exitoso dentro del proceso de formación de la sociedad civil nicaragüense durante el periodo 1990-1996 haya sido el de las organizaciones feministas, que en 1995 lograron trascender las divisiones político-ideológicas que fragmentaban a la sociedad nicaragüense y consolidaron la Coalición Nacional de Mujeres.
La debilidad de los partidos políticos y de las organizaciones de la sociedad civil crearon las condiciones para que la Iglesia católica nicaragüense recuperara el terreno político que había perdido durante la década de 1980. El nuevo poder de la Iglesia católica se manifestó en la consolidación de su líder, el Cardenal Miguel Obando y Bravo, como la personalidad pública que gozó de mayor legitimidad entre el pueblo nicaragüense durante el periodo 1990-1996.
El poder de la Iglesia Católica se manifestó también en su capacidad para condicionar las políticas del Estado, especialmente en el área de la educación. La agenda del Ministerio de Educación durante el gobierno de Barrios de Chamorro estuvo articulada en torno a dos ejes: a) un rechazo total al sandinismo como movimiento político y como experiencia histórica; b) la voluntad de introducir en los programas de educación un fuerte componente religioso, fundamentalmente determinado por los intereses de la Iglesia católica nicaragüense.
Al finalizar el régimen de Barrios de Chamorro la dependencia externa del Estado nicaragüense se expresaba en su total acatamiento del marco normativo neoliberal para pautar su política económica, así como en los altos niveles de participación de la cooperación externa en el financiamiento de los gastos estatales. Durante el periodo 1990-1996 el monto promedio anual otorgado por la cooperación externa al gobierno de Nicaragua fue de 538,4 millones de dólares estadounidenses. Este monto equivalía al 30,2% del producto interno bruto promedio anual del país durante este mismo período. Mientras tanto, la pobreza afectaba a un 56,4% de la población del país, según un estudio elaborado por la Fundación Internacional para el Desarrollo Económico Global.
Por otra parte, la sociedad civil había ganado visibilidad durante el régimen de Barrios de Chamorro, aunque era mínima su capacidad para incidir en la acción del Estado al concluir este período. Así pues, la democracia nicaragüense era en 1996 una democracia política diseñada para institucionalizar la práctica del voto popular y las libertades propias del sistema democrático electoral, dentro de los límites normativos que imponía el sistema económico internacional y sus instituciones.
En resumen, eran enormes los retos que enfrentaba el país en 1996 para ampliar y profundizar el modelo de gobernabilidad democrática adoptado en 1990: un explosivo nivel de pobreza, una economía desarticulada y sin un claro sentido de orientación estratégica, una débil estructura de derechos ciudadanos, un Estado dependiente de la cooperación externa y de los organismos financieros internacionales, y las presiones de la globalización. Al mismo tiempo, el gobierno de Violeta Barrios de Chamorro terminaba su mandato habiendo logrado un alto nivel de pacificación en la zonas del país afectadas por los conflictos armados que surgieron después de concluida la guerra civil. El gobierno Barrios de Chamorro, además, dejaba como legado político una relación cívico militar estable, y un respeto a la libertad de prensa sin precedentes en la historia del país.

#### Hacia una economía de mercado libre
El gobierno de la presidenta Barrios de Chamorro se propuso impulsar un cambio estructural en el ámbito económico, a fin de sustituir la economía mixta y planificada del régimen sandinista por una economía de mercado libre. La tarea no era fácil, pues la capacidad productiva del país se encontraba gravemente deteriorada. En 1990 el producto interno bruto per cápita era de US$ 400.00 (cuatrocientos dólares estadounidenses), aproximadamente la mitad del existente en 1980. Las exportaciones cayeron de US$ 680 millones en 1978 a un promedio de US$ 284 millones durante el quinquenio 1985-1990. Mientras tanto, la deuda externa pasó de US$ 1,500 millones en 1980 a US$ 10,000 millones en 1990 –cifra cinco veces mayor que el valor del producto interno bruto del país.– La hiperinflación era del orden del 13,500 por ciento. La crisis económica colocaba al nuevo gobierno en una situación de alta dependencia con respecto a los organismos financieros internacionales. Estos condicionaron el flujo de recursos externos para reactivar la economía a la adopción de un severo programa de estabilización y ajuste estructural, que debía aplicarse bajo la supervisión del Fondo Monetario Internacional (FMI).
En abril de 1990 el gobierno anunció un plan que prometía reducir la inflación a cero en cien días. Este contemplaba la acuñación de una nueva moneda -el córdoba oro- cuyo valor se fijó a la par del dólar estadounidense, así como un conjunto de medidas neoliberales: reducción masiva del sector público y de los gastos sociales, eliminación del subsidio al precio de productos de consumo básico, restricción del crédito, y aumento en las tarifas de los servicios públicos e impuestos directos. Además, se anunció el inicio de la privatización de las empresas estatales, con el doble objetivo de devolver aquellas propiedades injustamente confiscadas, y vender las restantes para sanear las finanzas públicas. La respuesta del FSLN fue una violenta huelga general que paralizó Managua, obligando al gobierno a buscar un pacto económico y social, que se concretó con la firma de los llamados acuerdos de Concertación I y II, entre octubre de 1990 y agosto de 1991. El logro más importante del FSLN fue el compromiso del gobierno de transferir el 25 por ciento de las empresas estatales a los trabajadores, representados por sus sindicatos.
La relativa "paz social" obtenida mediante estos pactos socioeconómicos permitió a la administración Barrios de Chamorro acceder a un considerable flujo de recursos externos. Entre 1990 y 1996 la cooperación internacional representó un promedio del 30 por ciento del PIB anual; aunque la amortización de la deuda externa consumía el 60% de la ayuda económica neta recibida cada año por el país. No obstante, cabe anotar que al satisfacer a sus acreedores, el gobierno pudo negociar la condonación de 6,092 millones de dólares de la deuda contraída durante la década de 1980. Hacia 1993 la administración Barrios de Chamorro había logrado la estabilidad macroeconómica del país. Después de una década de estancamiento y recesión, la economía mostró un crecimiento del 3.2 por ciento en 1994 y del 4 por ciento en 1995.
Estas metas se alcanzaron a un grave costo social para las mayorías empobrecidas. Las políticas de ajuste estructural conllevaron una reducción del gasto público del 14% en 1996, con relación a 1990. Tal recorte mermó la capacidad del gobierno de hacer frente a la pobreza extrema, un fenómeno estructural que se había venido extendiendo de manera creciente desde la década de 1970. En efecto, los altos niveles de pobreza legados por el régimen somocista se agravaron como resultado de la guerra las políticas de estabilización iniciadas por el FSLN en 1988. La aplicación aún más estricta de tales políticas bajo la administración Barrios de Chamorro, amplió la brecha de la pobreza y agudizó la polarización social. Entre 1991 y 1996 el desempleo abierto creció a un promedio anual del 6.4%. El presupuesto para educación y salud fue recortado, en tanto que los programas integrales de bienestar social fueron sustituidos por proyectos coyunturales, con escaso financiamiento. De acuerdo con un estudio realizado por Naciones Unidas en 1994, el 75% de las familias nicaragüenses vivía por debajo del nivel de pobreza, y el 44% se encontraba en una situación de extrema pobreza.

#### Privatizaciones
Uno de los aspectos más controvertidos de la transición a una economía de mercado impulsada por la administración Barrios de Chamorro, se refiere al destino de las empresas industriales y agropecuarias que aún quedaron en manos del Estado después de la "piñata" sandinista. El nuevo gobierno creó la Corporación Nacional del Sector Público (Cornap) para llevar a cabo su privatización. Este proceso se desarrolló mediante decretos ejecutivos, sin una adecuada supervisión por parte de la Contraloría General de la República.
En el año 1996 la Cornap informó haber vendido 495 empresas por un valor de 26 millones de dólares, e incurrido en pérdidas por el orden de los 59.8 millones de dólares, debido a los altos costos de operación estas transacciones. A pesar de ello, un estudio del economista Mario De Franco divulgado a través de la CEPAL demostró que las transferencias realmente efectuadas por la Cornap a empresarios privados fluctuaron entre los 155 y los 833 millones de dólares; es decir entre 6 y 32 veces el valor de las ventas brutas reportado. El informe final de la Cornap no incluyó información sobre la identidad de los adquirientes de las propiedades estatales, lo que alimentó las dudas en cuanto a la transparencia de los procedimientos utilizados.
El proceso de privatización conllevó otros problemas jurídicos, relacionados con la inscripción de las propiedades en los registros públicos, sobre todo en el sector rural. En vista de la presión por la tierra, las UPE, o empresas agropecuarias estatales, fueron redistribuidas. Hacia finales de 1993 el 80 por ciento de estas habían sido privatizadas: un 35% devueltas a sus antiguos dueños; un 31% divididas entre extrabajadores de las UPE, y el 34% restante asignadas a desmovilizados de la Resistencia y el Ejército. Este proceso generó muchos conflictos en torno a los derechos de propiedad. El problema era de gran magnitud, pues el 40% de las tierras se hallaba en litigio, enfrentandoa 122 000 familias de todos los estratos sociales y políticos: campesinos contra campesinos, campesinos contra hacendados, élite tradicional versus la nueva élite sandinista, e incluso dirigentes del FSLN entre sí. Las disputas legales con frecuencia devinieron en confrontaciones violentas, sobre todo a raíz del retorno al país de miles de exiliados, que reivindicaban sus derechos de posesión sobre tierras confiscadas en la década anterior.
Por otro lado, la desaparición de las UPE (empresas agropecuarias estatales) implicó la reducción de los empleos permanentes en el campo en un 72%. Este proceso fue acompañado por una drástica caída del financiamiento (crédito) para los pequeños y medianos productores agropecuarios. Las tasas de interés cobradas por el Banco Nacional de Desarrollo (Banades) pasaron a ser las más altas en Centroamérica. Entre 1990 y 1992 el número de clientes rurales que recibieron préstamos disminuyó en un 80%, y la porción del crédito concentrado en los grandes productores aumentó en un 40%. Las políticas de apoyo a la producción en gran escala estimularon el aumento d las exportaciones, cuyo valor pasó de 284 millones de dólares en 1990 a 350 millones en 1994, y a 490 millones en 1995. No obstante, en ese último año el Banades entró en crisis, debido a la incapacidad de recobrar la cartera de préstamos en mora, otorgados sin garantías adecuadas a personas allegadas a los círculos de poder. La mitad de la suma adeudada al Banades había ido a parar a manos de 22 grandes deudores, entre los que figuraban altos funcionarios de esa institución estatal.
Mientras tanto, estrangulados por la falta de recursos productivos, decenas de miles de beneficiarios de la reforma agraria se vieron obligados a vender sus tierras y emigrar a los países vecinos en busca de empleos. El descontento provocado por las políticas económicas y sociales de la administración de la presidenta Barrios de Chamorro se reflejó en los resultados de las elecciones presidenciales, celebradas en octubre del año 1996. El partido Proyecto Nacional (Pronal), fundado por Antonio Lacayo, ministro de la Presidencia y yerno de la presidenta saliente, recibió apenas el 9,323 votos. En contraste, el candidato de la Alianza Liberal, Arnoldo Alemán, obtuvo 904,908 votos gracias a promesas de una pronta mejoría económica, pero sobre todo a su habilidad para capitalizar el miedo de un 51% de los ciudadanos nicaragüenses a un retorno del comandante Daniel Ortega al poder.

### El gobierno de Arnoldo Alemán (periodo de 1997 hasta 2001)
Veintitrés partidos y alianzas políticas participaron en las elecciones del 20 de octubre de 1996. De estas 23 organizaciones, la Alianza Liberal –liderada por su candidato Arnoldo Alemán– y el FSLN –liderado por su candidato Daniel Ortega– constituían las principales fuerzas políticas del país.
Durante la campaña electoral, la Alianza Liberal logró capitalizar a su favor el recuerdo de la guerra y de la crisis económica sufridas en el país durante la década de la revolución, para crear un ambiente electoral que indujera a la población a escoger entre el "pasado sandinista" o la continuación de la apertura democrática. El FSLN, por su parte, intentó presentar una imagen democrática y renovada. Por otra parte, los múltiples esfuerzos que emprendieras diversas agrupaciones políticas por organizar un movimiento de "centro" se articuló simplemente como un proyecto político que se ubicada ideológicamente entre el FSLN y la Alianza Liberal.
La estrategia política de la Alianza Liberal recibió un impulso decisivo durante la última fase de la campaña electoral, cuando la Iglesia católica nicaragüense hizo explícito su apoyo a la candidatura de Arnoldo Alemán. El 17 de octubre de 1996, durante el periodo de "silencio electoral" establecido por la ley antes de las elecciones, el Cardenal Miguel Obando y Bravo ofició una misa en la catedral metropolitana de Managua ante la presencia del candidato presidencial liberal y del candidato liberal a la alcaldía de Managua. En su homilía, el cardenal Obando y Bravo recurrió a una parábola para prevenir al pueblo contra los engaños de las "víboras". Era una clara alusión al candidato sandinista Daniel Ortega, a quien Arnoldo Alemán había llamado "culebra" durante la campaña. Para reforzar el impacto y la efectividad del mensaje político del Cardenal Miguel Obando y Bravo, los diarios La Prensa y La Tribuna publicaron el día de las votaciones una fotografía a color en la que aparecía el Cardenal Miguel Obando y Bravo bendiciendo a Arnoldo Alemán y a su compañero de fórmula (el ingeniero Enrique Bolaños Geyer).
Los resultados electorales pusieron en evidencia el virtual monopolio que habían logrado imponer el FSLN y la Alianza Liberal sobre el electorado nicaragüense. La Alianza Liberal recibió el 51.3% de los votos, en tanto que el FSLN obtuvo el 37.75% por ciento. Tal y como lo señalara la revista Envío, «los otros partidos que participaron en las elecciones a la Presidencia acumularon entre todos el 11.22% de los votos válidos. De estos partidos, 19 no lograron alcanzar ni siquiera el 0.60% del total de los votos válidos del electorado nacional».
Durante el gobierno liberal de Arnoldo Alemán, el Estado continuó dependiendo de la cooperación externa y adecuándose a los requerimientos de los organismos internacionales. De acuerdo con el Programa de las Naciones Unidas para el Desarrollo (PNUD), en 1999 el monto de la cooperación externa recibida por este gobierno equivalía a un 22% del producto interno bruto del país. Mientras tanto, continuaron debilitándose las organizaciones populares surgidas durante la revolución sandinista. Las organizaciones de la sociedad civil que habían surgido a partir de 1990, por su parte, impulsaron múltiples e infructuosos esfuerzos por desarrollar una capacidad social para democratizar la acción del Estado.

#### Impacto social del huracán Mitch en el debilitamiento de la sociedad civil
Ni siquiera la crisis social generada por el huracán Mitch en octubre de 1998 demostró tener la fuerza suficiente para contrarrestar la brecha que separaba al Estado de la sociedad nicaragüense. Los daños humanos, ecológicos y materiales ocasionados por el huracán Mitch fueron calificados por varios observadores como "de proporciones bíblicas".
La propuesta de desarrollo formulada por la sociedad civil nicaragüense para la reconstrucción del país tras el huracán Mitch estaba basada en una premisa básica: la solución de la vulnerabilidad social y ecológica en Centroamérica requería la transformación de las estructuras sociales que definían la distribución del poder la riqueza social en la región. A su vez, la transformación de tales estructuras requería la revisión de los modelos de desarrollo que habían guiado la evolución histórica de la región y, especialmente, la evolución de las relaciones entre Estado y sociedad en Nicaragua. La Coordinadora Civil para la Emergencia y Reconstrucción de Nicaragua señalaba: "Queremos una reconstrucción que no nos regrese a la 'normalidad' en la que estábamos antes del huracán, sino que nos permita superar la exclusión y la marginalidad en la que han vivido amplios sectores de la población, y una utilización más adecuada de nuestros recursos naturales".
El impacto del huracán Mitch, lejos de debilitar el modelo de relaciones entre el Estado y la sociedad nicaragüense, fue transformado en un evento facilitador del desarrollo y la consolidación de dicho modelo. El alivio de la deuda externa, la obtención de nuevos recursos externos, y la solicitud del ingreso de Nicaragua a la iniciativa de alivio de deuda del Banco Mundial fueron medidas que se tradujeron en un mayor nivel de autonomía estatal con respecto de la sociedad civil que, pese a sus esfuerzos, demostró carecer de los derechos ciudadanos y de la fuerza política necesaria para condicionar las prioridades y la acción del Estado.
La dependencia externa del Estado y la debilidad de la sociedad civil nicaragüense facilitaron la externalización del conflicto social; es decir, su desplazamiento fuera del espacio político y legal nicaragüense. Así, el debate generado por el impacto social del huracán Mitch no se organizó dentro del marco políticoinstitucional nicaragüense, sino más bien en torno a la comunidad donante, que se constituyó en fuente de recursos financieros y también de legitimidad. En estas circunstancias, los afectados por el huracán se vieron convertidos en elementos pasivos que dependían de la interacción entre las organizaciones de la sociedad civil, el Estado, los países donantes y los organismos internacionales.

#### Corrupciónadministrativa
La ausencia de mecanismos de participación políticas capaces de regular la acción del Estado creó las condiciones para la proliferación de la corrupción administrativa y para la impunidad. Durante el período 1990-1996 varios funcionarios del régimen Barrios de Chamorro se vieron envueltos en casos de corrupción. Además, el proceso de privatización impulsado por este gobierno se efectuó con muy poca transparencia.
Fue durante el régimen de Arnoldo Alemán, sin embargo, cuando la corrupción se convirtió en un problema sistémico que llegó a alcanzar niveles comparables a los del somocismo. En la lucha contra la corrupción, los medios de comunicación desempeñaron un papel protagónico al desenmascarar a los culpables y presentar evidencias de su responsabilidad.
Un estudio realizado entre la población urbana de Managua por el Instituto de Encuestas y Sondeos de la revista Envío, en abril de 1999, mostraba que el 45.2% de los entrevistados pensaba que el gobierno de Arnoldo Alemán había sido el más corrupto de la historia de Nicaragua. Un 26.5% opinaba que todos los gobiernos de Nicaragua habían sido igualmente corruptos. Un 16.8% señalaba al gobierno del FSLN como el más corrupto de la historia del país, en tanto que apenas un 1.8% señalaba al gobierno de Violeta Barrios de Chamorro como el más corrupto de los gobiernos nicaragüenses. El resto de los entrevistados opinó que la corrupción le era indiferente, o no supo responder.
Para febrero del año 2000 una encuesta de opinión realizada por el Instituto de Estudios Nicaragüense (IEN) mostraba que el 89% de la opinión pública pensaba que la corrupción afectaba al funcionamiento del gobierno y la administración pública del país. Las principales expresiones de este fenómeno, según los entrevistados, eran la vida ostentosa de los funcionarios públicos, el rápido e inexplicable aumento de sus patrimonios personales, el aprovechamiento de sus cargos públicos para la promoción de sus negocios particulares, sus sueldos exorbitantes y el tráfico de influencias.
Durante el régimen de Arnoldo Alemán la corrupción administrativa, la impunidad de los culpables y la incapacidad del sistema judicial para aplicar las leyes del país mostraron con dramática claridad las debilidades del modelo de gobernabilidad democrática adoptado en 1990, y, más específicamente, la ausencia de una sociedad civil con la capacidad para condicionar la acción del Estado. Esta debilidad es particularmente notable si se toma en cuenta que el gobierno de Alemán –a diferencia de los gobiernos somocistas– no contaba con el apoyo de un aparato represivo para sofocar las presiones sociales. Así pues, diez años después de la transición hacia un modelo de gobernabilidad democrática, el Estado nicaragüense continuaba gravitando sobre una sociedad que no contaba con la capacidad para controlar la conducta de sus gobernantes.

#### El pactopacto entre Arnoldo Alemán y Daniel Ortega (1999)
Al concluir el siglo XX, el Estado y el sistema político del país habían caído bajo el control del partido gobernante y del FSLN, los que poco después de las elecciones de 1996 habían iniciado un proceso de acercamiento y colaboración. Este proceso alcanzó su expresión más concreta en enero de 1999, cuando el Partido Liberal Constitucionalista (PLC) del presidente Arnoldo Alemán y el FSLN (liderado por Daniel Ortega) consumaron un pacto que tendría graves consecuencias para el desarrollo político nicaragüense. El pacto entre el PLC y el FSLN se vio respaldado por la influencia ideológica que la Iglesia católica nicaragüense mantenía sobre un importante sector de la población y, en particular, por la ambigua posición que adoptara esta institución religiosa ante el fenómeno de la corrupción y la impunidad.
Sobre la base del pacto PLC-FSLN, estas dos organizaciones políticas se repartieron el poder de la Corte Suprema de Justicia, en el Consejo Supremo Electoral, en el Consejo Superior de la Contraloría, en la Procuraduría de Derechos Humanos y en la Superintendencia de Bancos. El pacto, además, hizo posible la aprobación de una ley que resolvió el problema de "la piñata": la adquisición fraudulenta, por parte de miembros del FSLN, de propiedades del Estado y de particulares durante los meses posteriores a su derrota electoral en el año 1990. El pacto, por otra parte, dejó abiertas las puertas para la introducción de una reforma constitucional que perpetuaría el poder de los dos partidos pactantes.
Así pues, el precario orden social nicaragüense aparecía organizado dentro de una estructura informal de colaboración entre tres instituciones: el gobernante PLC, el FSLN y la Iglesia católica nicaragüense. Cada uno de estos tres actores apostaba por mantener y desarrollar su poder dentro de esa relación de mutua conveniencia. El pacto político les aseguraba al Frente Sandinista de Liberación Nacional y al Partido Liberal Constitucionalista la posición de gobierno o de partido principal de oposición dentro del sistema político nicaragüense. El colaboracionismo entre la Iglesia y el PLC, por otra parte, le otorgaba a la jerarquía católica un importante grado de influencia dentro del sistema político nicaragüense, así como el apoyo del Estado en su lucha contra la creciente popularidad de las religiones protestantes. Por su parte, el FSLN intentaba acercarse a la Iglesia católica, cuyo apoyo parecía indispensable para mantener el orden social en un país sometido a los explosivos niveles de pobreza que sufría Nicaragua: para 1998 este nivel alcanzaba al 72.6% de la población, según los cálculos del Programa de las Naciones Unidas para el Desarrollo.

### Gobernabilidad y orden social a finales de la década de 1990 e inicios de la década de 2000
A comienzos del siglo XXI Nicaragua vivía una crisis de gobernabilidad que se hacía evidente en la corrupción que afectaba el funcionamiento de la administración pública del país, en el fenómeno de la impunidad –denunciado repetidamente por los medios de comunicación– y en la pérdida de legitimidad del Estado y del sistema político nicaragüense –registrada en numerosas encuestas de opinión pública realizadas durante ese periodo–. Esta crisis de gobernabilidad generaba a su vez una crisis de seguridad ciudadana que se manifestaba en la desesperanza expresada por el pueblo nicaragüense en diversos reportajes periódicos e investigaciones académicas; y en el sentimiento de amenaza contra la seguridad personal revelado por múltiples encuestas.
Se entiende la gobernabilidad como la capacidad que posee el Estado y el sistema político de un país para resolver sus conflictos sociales. De tal manera que una crisis de gobernabilidad es la existencia de una condición real o potencial de desorden social que se deriva de la incapacidad de un sistema político y de sus respectivas instituciones públicas de regular las tensiones y contradicciones propias de la vida en sociedad.
La seguridad ciudadana, por su parte, es una condición psicosocial que consiste en la confianza que poseen los miembros de una sociedad para organizar, controlar y planificar su existencia. Así, la inseguridad es la ausencia de tal confianza. El desarrollo de una situación de seguridad ciudadana requiere la existencia de condiciones sociales humanamente adecuadas, estables, y predecibles; en tanto que el concepto de gobernabilidad se refiere a la existencia de una capacidad políticoinstitucional para crear y reproducir estas condiciones.
El orden social y la seguridad ciudadana que generan los sistemas consolidados de gobernabilidad democrática dependen fundamentalmente, en primer lugar, de la existencia de Estados que cuenten con la capacidad para filtrar influencias externas así como para organizar y regular las relaciones sociales que operan dentro de su base territorial; y, en segundo lugar, de la existencia de sociedades civiles organizadas que cuenten con la capacidad de condicionar el poder del Estado. La capacidad soberana y de regulación del Estado facilita la construcción política del orden social en lo nacional, mientras que el control democrático de esta capacidad asegura que el orden generado por la acción estatal responda a las necesidades y demandas de la sociedad.
En la gran mayoría de los países de América Latina, el desarrollo histórico de las relaciones entre Estado y sociedad no han logrado generar las condiciones necesarias para la consolidación de sistemas de gobernabilidad democrática. La dependencia externa del Estado, aunada a la exclusión abierta y sistemática de amplios sectores sociales, ha facilitado el desarrollo de estructuras de poder estatal que hasta el día de hoy gozan de altos niveles de autonomía respecto de la sociedad. A su vez, ello ha hecho posible el surgimiento de gobiernos que disponen de la facultad de ignorar las demandas y necesidades de la población.
La doble condición de dependencia externa y de autonomía doméstica que caracteriza al Estado latinoamericano adquiere ribetes especiales en el caso nicaragüense, por el fenómeno de la intervención extranjera que desde el periodo inmediatamente posterior a la independencia dificultó no solo la democratización del Estado, sino su misma nacionalización.
Desde esta perspectiva, lo que caracteriza el desarrollo histórico de las relaciones entre Estado y sociedad en Nicaragua no es simplemente la ausencia de una estructura de derechos ciudadanos capaz de democratizar el funcionamiento del Estado, sino la ausencia de élites y movimientos sociales capaz de nacionalizarlo. La nacionalización del Estado consiste en generar niveles de soberanía que faciliten un control nacional mínimo sobre los factores que determinan el desarrollo histórico de una sociedad.
Así pues, las luchas por la independencia, los vaivenes de las Provincias Unidas del Centro de América antes de su fragmentación, la presidencia de William Walker y la Guerra Nacional, la precaria estabilidad social de los Treinta Años Conservadores, la caída de Zelaya, el proyecto de ingeniería social que se inicia a partir de 1909, el somocismo, y la derrota del sandinismo han sido eventos y procesos históricos fuertemente condicionados –y en algunos casos simplemente determinados– por fuerzas e influencias externas.
Los condicionamientos externos que históricamente han contribuido a separar el Estado de la sociedad nicaragüense adquirieron una relevancia especial durante el periodo de la revolución sandinista. Inicialmente la revolución fue un proyecto fundamentado en valores que desafiaban la dinámica histórica nicaragüense. Frente a la dependencia externa de un país condicionado por la constante repetición del fenómeno de la intervención extranjera, la revolución sandinista aspiraba a la construcción a la construcción de una patria soberana; y frente a la realidad de la pobreza y desigualdad social en Nicaragua, la revolución liderada por el Frente Sandinista de Liberación Nacional (FSLN) proponía la edificación de una sociedad organizada según la "lógica de las grandes mayorías".
Señalar que la soberanía y la justicia social fueron dos de los valores centrales que guiaron el desarrollo inicial del proyecto revolucionario sandinista no es glorificar o idealizar la conducta y el pensamiento político del FSLN, sino simplemente señalar una realidad que se expresó claramente en el discurso y en la práctica revolucionaria de esta organización política antes y después del triunfo de julio de 1979. Los abusos de poder, la corrupción y la violación de los derechos humanos que ocurrieron durante la década de 1980 son realidades que coexistieron con el proyecto de creación de una Nicaragua justa y soberana.
Sin embargo, a finales de la década de 1990 el sistema político nicaragüense estaba ampliamente dominado bajo el espectro del pacto suscrito entre Arnoldo Alemán del PLC (partido gobernante), y Daniel Ortega del FSLN (partido de oposición), en el que aseguraban la repartición de poder en las principales entidades del Estado y sus poderes.

#### Eleccionesdel año 2001
Nicaragua entró al período preelectoral, que culminaría el 4 de noviembre de 2001, en un ambiente marcado por el pacto entre el PLC y el FSLN. el 28 de enero de 2001 se llevaba a cabo la convención del PLC, de la que emergió como candidato a la presidencia Enrique Bolaños Geyer, vicepresidente del país con Alemán. Bolaños, nacido el 13 de mayo de 1928 en Masaya y graduado en Ingeniería en la universidad estadounidense de Saint Louis, tenía en su haber una dilatada y exitosa carrera empresarial desarrollada en los ámbitos del agro y la industria. Asimismo, fue un caracterizado dirigente de organizaciones patronales a partir de 1979, cuando fue elegido presidente de la Asociación de Algodoneros de Oriente (ADADO), director de la Unión de Productores Agropecuarios de Nicaragua (UPANIC) y director de la Cámara de Industrias de Nicaragua (CADIN). También fue dirigente del Consejo Superior de la Empresa Privada (COSEP). Decidido opositor del régimen sandinista, fue detenido por breve tiempo en tres ocasiones, acusado de violar las leyes de excepción implantadas por el gobierno para hacer frente a las guerrillas de la "Contra", mientras parte de sus fincas eran expropiadas en el curso de la reforma agraria y algunas de sus plantas fabriles eran confiscadas. Con tal motivo, fue indemnizado por el Estado en la década de 1990.
Por otro lado, el 25 de febrero de 2001 el congreso del FSLN confirmó la candidatura de Daniel Ortega Saavedra para las elecciones presidenciales de noviembre de ese mismo año, a las que concurriría, en coalición con varios partidos políticos pequeños de variadas tendencias; esta agrupación sería denominada Convergencia Nacional. Se trató de la cuarta vez que el líder sandinista, de 55 años de edad para entonces, disputó la jefatura del Estado; en 1984 había obtenido la victoria, mientras que fue derrotado en 1990 por Violeta Barrios de Chamorro y en 1996 por Arnoldo Alemán. Pero tanto la imagen como el discurso de Ortega en la campaña electoral de 2001 poco tenían que ver con su pasado revolucionario.

## Orteguismo (2007-presente)
Tras 16 años de gobiernos liberales y conservadores, en las elecciones nacionales celebradas el 5 de noviembre de 2006 el candidato sandinista, Daniel Ortega, vence con un 38% de los votos.
Las políticas liberales y conservadoras de los gobiernos de Chamorro, Alemán y Bolaños llevaron al país a una situación en la que el 80% de sus casi seis millones de habitantes estaban en el umbral de la pobreza (ingresos de menos de dos dólares diarios), la mitad en paro o en subempleo, salarios de 100 dólares al mes y una deuda externa de 6 500 millones de dólares tras la condonación de cuatro de cada cinco dólares que debía. Aunque en ese periodo la economía de Nicaragua fuera una de las de mayor crecimiento en América Central y el FSLN mantuviera una amplia presencia en los diferentes ámbitos de poder.
El FSLN, con varias escisiones como la del Movimiento Renovador Sandinista (que obtenía un 6,89% de los votos) realizó una campaña basada en la reconciliación y como segundo hombre, detrás de Ortega, puso Jaime Morales Carazo, un antiguo "contra", supuesto agente de la CIA. La coyuntura latinoamericana, con Venezuela Bolivariana, con Bolivia, Ecuador, Brasil y otros países con gobiernos progresistas favorecieron el sandinista.
Las primeras acciones de gobierno del FSLN fueron el restablecer la gratuidad de los servicios de Educación y Salud. En educación se prohíbe el cobro en las escuelas públicas, de matrículas, mensualidades, material escolar y otros insumos. En Salud se eliminan las consultas privadas en los centros públicos y se restablece la gratuidad de los medicamentos, las operaciones quirúrgicas y las pruebas clínicas que se realicen en los centros sanitarios dependientes del Estado.
En las elecciones municipales nicaragüenses del 9 de noviembre del 2008, el FSLN obtuvo el 48.79% de los votos frente a su rival más inmediato el Partido Liberal Constitucionalista que obtuvo el 45.88%, mientras que el ALN obtuvo el 3.80% de los votos, PRN 0.86% y AC 0.67%. El FSLN ganó 10 departamentos (Nueva Segovia, Estelí, Madriz, Chinandega, León, Managua, Masaya, Carazo, Rivas y Matagalpa) y el PLC, 7 (Granada, Chontales, Boaco, Jinotega, Costa Caribe Norte, Costa Caribe Sur y Río San Juan). El FSLN ganó un total de 105 alcaldías (13 cabeceras departamentales) incluyendo la capital Managua, en contraposición a las 37 del PLC (5 cabeceras departamentales) y las 4 del ALN (ninguna cabecera departamental). Sin embargo, ciertas anomalías y la falta de observadores internacionales en las elecciones originaron un descontento social y el rechazo de los resultados por parte de la oposición.
En el año 2012 y tras once años de litigio con Colombia por la soberanía de una porción de aguas territoriales colombianas que demandaba Nicaragua, la Corte Internacional de Justicia emitió una sentencia a favor del país centroamericano, concediéndole a este una extensión de su frontera marítima hacia el este, en detrimento de la del país suramericano.